# Londra nel XIX secolo
Durante il XIX secolo, Londra crebbe enormemente fino a diventare una città globale di immensa importanza. Divenne la città più grande del mondo dal 1825 circa, il porto più grande del mondo e il cuore della finanza e del commercio internazionale. Furono costruite ferrovie che collegavano Londra al resto della Gran Bretagna, la metropolitana di Londra, strade, un moderno sistema fognario e molti siti famosi.

## Panoramica

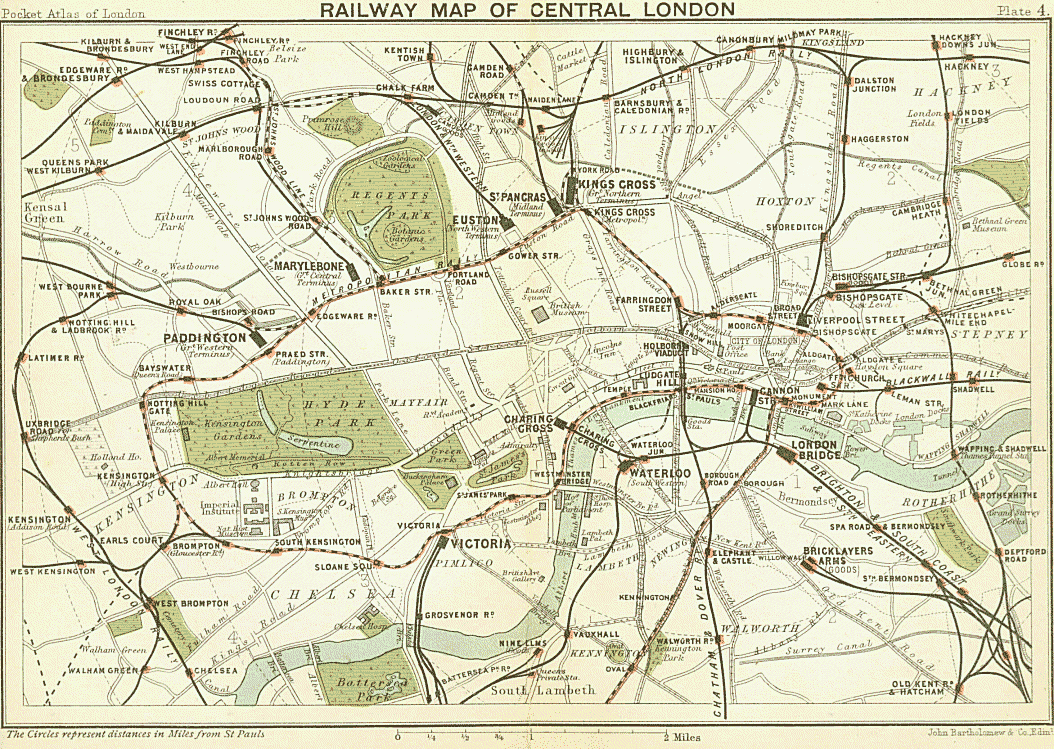
Mappa ferroviaria di Londra, 1899, da The Pocket Atlas and Guide to London.

Durante il XIX secolo, Londra fu trasformata nella città più grande del mondo e nella capitale dell'Impero britannico. 
La popolazione passò da oltre 1 milione di abitanti nel 1801 a 5,567 milioni nel 1891.
Nel 1897, la popolazione della Greater London era stimata in 6,292 milioni di persone.
Entro il 1860 era più grande di un quarto della seconda città più popolosa del mondo, Pechino, due terzi più grande di Parigi e cinque volte più grande di New York.
All'inizio del XIX secolo, il nucleo urbano di Londra era contenuto a ovest da Park Lane e Hyde Park, a nord da Marylebone Road, lungo la riva sud del Tamigi a Southwark, e a est fino a Bethnal Green  e Spitalfields.
All'inizio del secolo Hyde Park Corner era considerato l'ingresso occidentale di Londra e fino al 1825 vi era in funzione una porta cittadina.
Con la popolazione che cresceva a un ritmo esponenziale, anche il territorio di Londra si espanse in modo significativo: la città occupava una superficie di 316 km2 nel 1851 che crebbe fino a 1795 nel 1896.
Durante questo periodo, Londra divenne una capitale politica, finanziaria e commerciale globale. 
Mentre la città si arricchiva con l'espansione dei possedimenti britannici, la Londra del XIX secolo era anche una città povera, dove milioni di persone vivevano in baraccopoli sovraffollate e malsane. 
La vita dei poveri è stata immortalata da Charles Dickens nel romanzo Oliver Twist.
Uno degli eventi più famosi della Londra del XIX secolo fu la Grande Esposizione del 1851. 
Tenuta presso il Crystal Palace; la fiera attirò visitatori da tutto il mondo e mostrò la Gran Bretagna al culmine del suo dominio imperiale.

## Immigrati

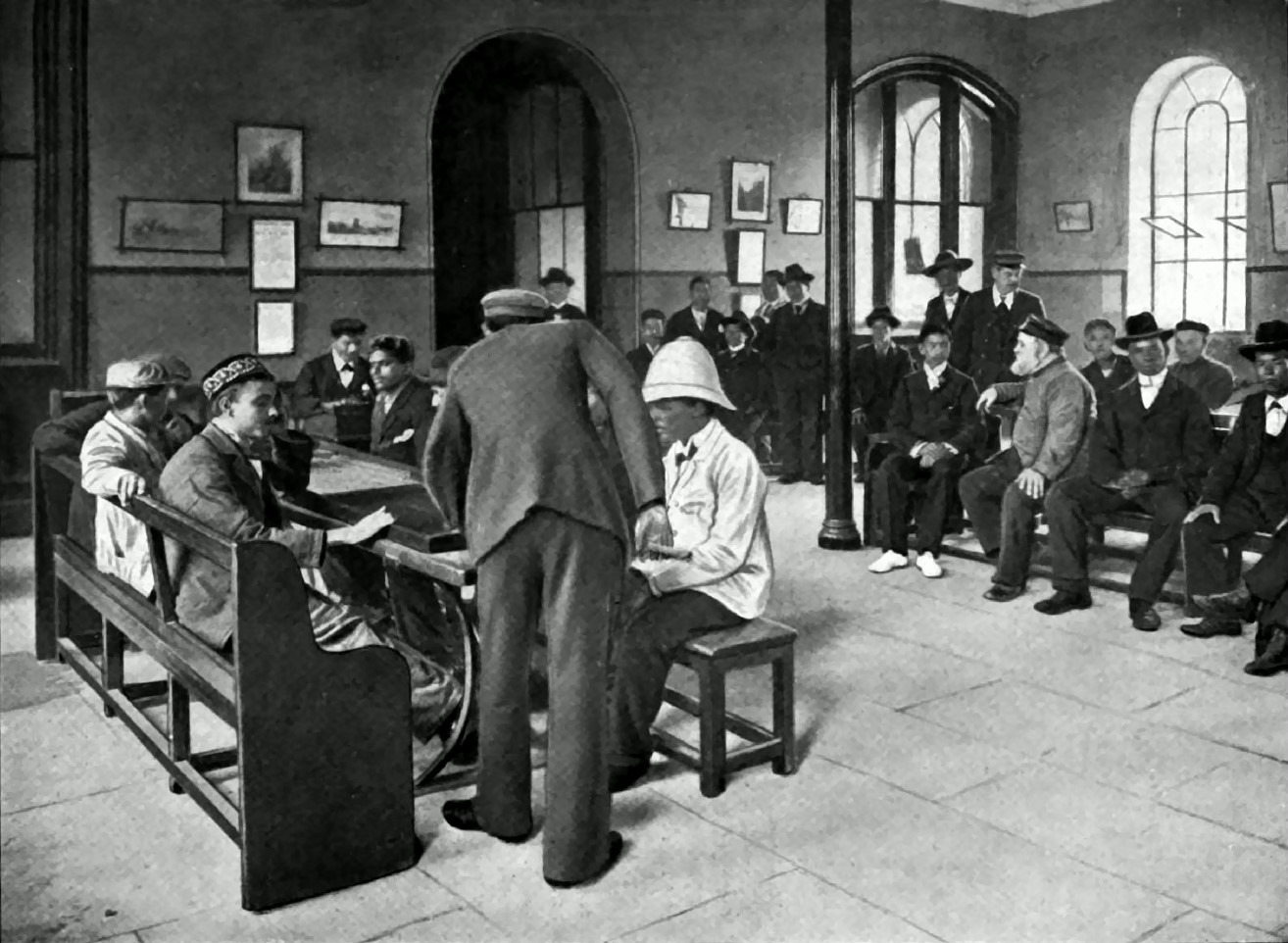
Nella sala principale della Casa degli sconosciuti per asiatici, africani e isolani dei mari del sud, West India Dock, 1902

In quanto capitale di un imponente impero, Londra divenne un'attrazione per gli immigrati provenienti dalle colonie e dalle parti più povere d'Europa. Una numerosa popolazione irlandese si stabilì nella città durante l'età vittoriana, con molti dei nuovi arrivati rifugiati dalla Grande garestia del 1845–1849. 
A un certo punto, gli immigrati irlandesi costituivano circa il 20% della popolazione di Londra. 
Nel 1853 il numero di irlandesi a Londra era stimato in 200.000, una popolazione così grande di per sé che se fosse stata una città si sarebbe classificata come la terza più grande d'Inghilterra ed era circa uguale alla popolazione combinata di Limerick, Belfast e Cork.
Londra divenne anche la sede di una considerevole comunità ebraica stimata in circa 46.000 persone nel 1882 e di una popolazione indiana molto piccola composta in gran parte da marinai di passaggio noti come lascar. Negli anni 1880 e 1890 decine di migliaia di ebrei in fuga dalla persecuzione e dalla povertà nell'Europa orientale si trasferirono a Londra e si stabilirono in gran parte nell'East End intorno a Houndsditch, Whitechapel, Aldgate e parti di Spitalfields.
Molti iniziarono a lavorare nelle fabbriche, oggetto di sfruttamento, e nei mercati del commercio di stracci, rimodellando e rivendendo vestiti, che a sua volta era incentrato sul mercato di Petticoat Lane e sulla "Rag Fair" a Houndsditch, il più grande mercato di abbigliamento di seconda mano di Londra.
Quando i membri della comunità ebraica prosperarono nell'ultima parte del secolo, molti lasciarono l'East End e si stabilirono negli immediati sobborghi di Dalston, Hackney, Stoke Newington, Stamford Hill e parti di Islington.
Una comunità italiana si stabilì a Soho e a Clerkenwell, concentrata lungo Saffron Hill, Farringdon Road, Rosebery Avenue e Clerkenwell Road.
Degli 11.500 italiani che vivevano a Londra nel 1900, Soho ne contava 6.000 e Clerkenwell 4.000. La maggior parte di questi erano giovani uomini, impegnati in occupazioni come la macinazione di spazzatura o la vendita di cibo di strada (2.000 italiani erano classificati come "venditori di gelati, sale e noci" nel 1900).
Dopo l'apertura della Casa degli stranieri per asiatici, africani e isolani del Mare del Sud sulla West India Dock Road nel 1856, una piccola popolazione di marinai cinesi iniziò a stabilirsi a Limehouse, intorno a Limehouse Causeway e Pennyfields.
Questi uomini si sposarono e aprirono negozi e pensioni che si rivolgevano alla popolazione transitoria di "vigili del fuoco, marinai, amministratori, cuochi e falegnami cinesi che prestavano servizio a bordo dei piroscafi che facevano la spola tra la Germania e il porto di Londra".
La prima Chinatown di Londra, come divenne nota questa zona di Limehouse, venne descritta in romanzi come Il mistero di Edwin Drood di Charles Dickens e Il ritratto di Dorian Gray di Oscar Wilde come un sinistro quartiere del crimine e di fumerie d'oppio. Gli stereotipi razzisti dei cinesi che abbondavano nel XIX e all'inizio del XX secolo esageravano sia la criminalità che la popolazione di Chinatown.

## Economia

### Porto di Londra

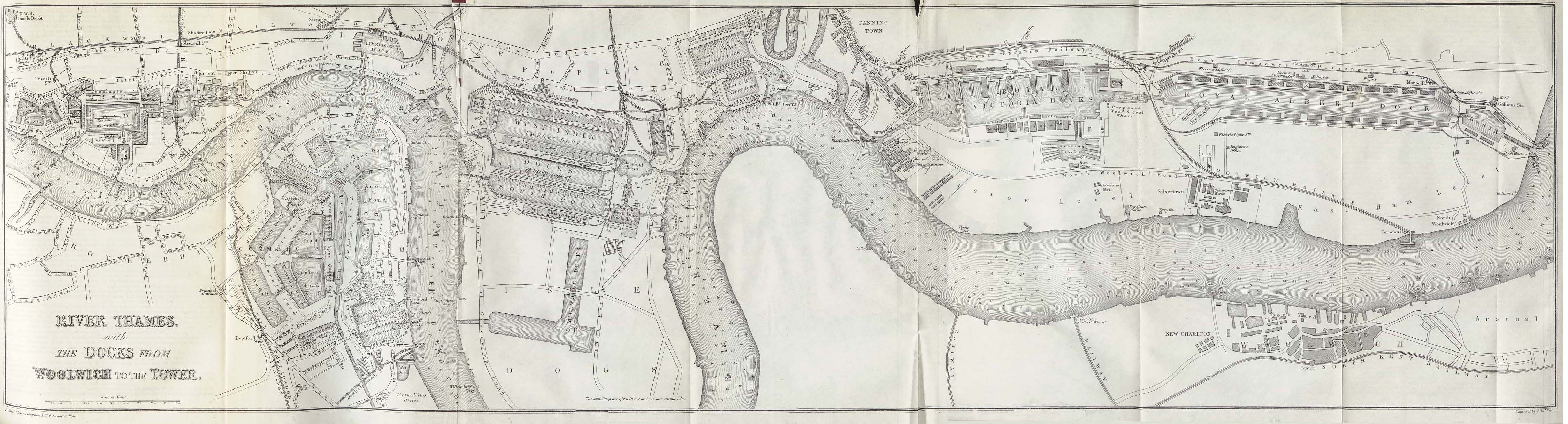
Le banchine del porto di Londra nel 1882, e sulla destra il Royal Albert Dock appena completato.

Londra fu sia il porto più grande del mondo, sia un importante centro di costruzione navale per l'intero XIX secolo. All'inizio del secolo, questo ruolo era tutt'altro che sicuro dopo che la forte crescita del commercio mondiale, durante gli ultimi decenni del XVIII secolo, rese la sovraffollata Pool of London incapace di gestire i livelli di spedizione in modo efficiente. I marinai potevano aspettare una settimana o più per scaricare le merci trasporate, il che rendeva le navi vulnerabili ai furti e consentiva un'evasione diffusa dei dazi all'importazione. Le perdite sulle sole importazioni dovute al furto erano stimate in £ 500.000 all'anno negli anni '90 del Settecento: le stime per le perdite sulle esportazioni non vennero mai fatte. I commercianti dell'India occidentale si unirono per finanziare una forza di polizia privata per pattugliare la spedizione del Tamigi nel 1798, sotto la direzione del magistrato Patrick Colquhoun e del capitano di mare John Harriott. Questa forza di polizia marina, considerata la prima forza di polizia moderna in Inghilterra, ebbe successo nell'arrestare aspiranti ladri e nel 1800 divenne una forza pubblica tramite il Depredations on the Thames Act 1800. Nel 1839 la forza sarebbe stata assorbita e sarebbe diventata la Thames Division della Metropolitan Police.
Oltre ai furti, a cavallo del secolo gli interessi commerciali temevano la concorrenza di nascenti porti inglesi come Liverpool e Plymouth. Nel 1799 ciò spinse il Parlamento ad autorizzare la prima grande opera di costruzione di banchine del XIX secolo, i West India Docks, sull'Isle of Dogs. Situato a circa 10 km a est del London Bridge, il trasporto marittimo poteva evitare il pericoloso e congestionato corso superiore del Tamigi. I tre West India Docks erano autonomi e vi si accedeva dal fiume tramite un sistema di chiuse e bacini, offrendo un livello di sicurezza senza precedenti. I nuovi magazzini che circondavano le banchine potevano ospitare quasi un milione di tonnellate di stoccaggio, con i bacini Import ed Export in grado di consentire l'ormeggio di quasi 400 navi alla volta.
Nel 1803 fu costruita la Commercial Road come via per il trasporto delle merci, appena arrivate, dall'Isle of Dog direttamente nella City di Londra e nel 1812 un atto del Parlamento prevedeva l'integrazione delle banchine nel sistema dei canali nazionali tramite l'estensione del Grand Union Canal a Limehouse. Il Regent's Canal, come divenne noto questo nuovo ramo tra Paddington e Limehouse, era l'unico canale di collegamento al Tamigi, che collegava un importante sbocco marittimo con le grandi città industriali delle Midlands. Il Regent's Canal ottenne un enorme successo, ma a livello locale piuttosto che nazionale perché facilitava il trasporto localizzato di merci come carbone, legname e altri materiali da costruzione intorno a Londra. Il facile accesso alle spedizioni di carbone dal nord-est dell'Inghilterra attraverso il porto di Londra portò alla proliferazione di industrie lungo il Regent's Canal, in particolare le officine del gas e successivamente le centrali elettriche.
Nel giro di pochi anni, ai West India Docks si aggiunsero i più piccoli East India Docks appena a nord-est a Blackwall, così come i London Docks a Wapping. I St Katharine Docks, costruiti appena ad est della Torre di Londra, furono completati nel 1828 e successivamente uniti ai London Docks (nel 1869). A Rotherhithe, dove all'inizio del secolo operava il Greenland Dock, all'inizio del XIX secolo furono aggiunti, da diverse piccole compagnie, nuovi moli, stagni e il Grand Surrey Canal. L'area divenne nota per essersi specializzata nel commercio dal Baltico, dalla Scandinavia e dal Nord America, in particolare per i suoi grandi stagni per il legname e le importazioni di grano dal Nord America. Nel 1864 le varie compagnie si fusero per formare la Surrey Commercial Docks Company, che nel 1878 aveva a disposizione 13 tra moli e stagni.

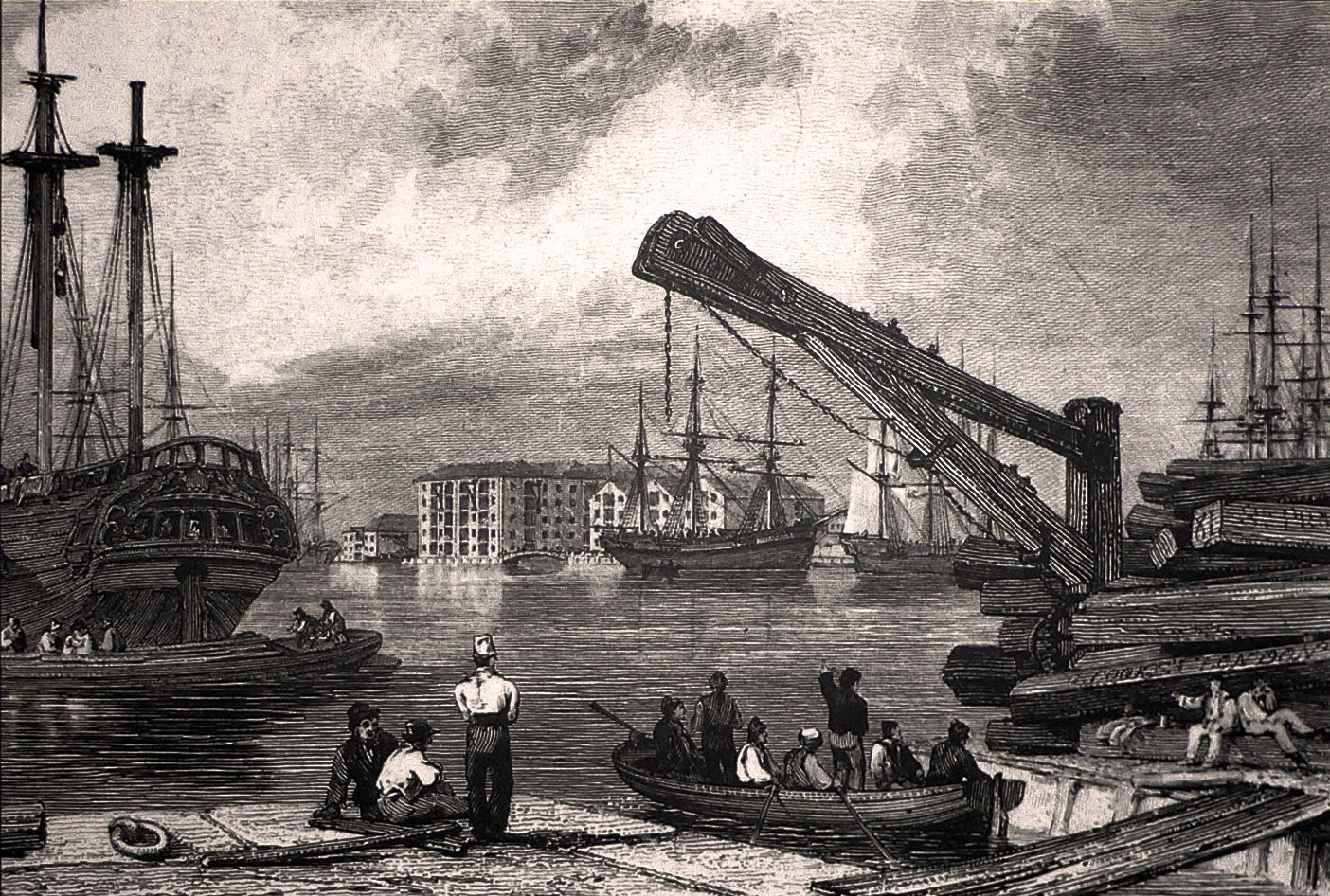
Il molo commerciale a Rotherhithe ca. 1827, parte dei Surrey Docks dopo il 1864.

Con l'eclissi del veliero a seguito della nascita del piroscafo a metà del secolo, i tonnellaggi aumentarono e i moli poco profondi più vicini alla città erano troppo piccoli per farli ormeggiare. In risposta, furono costruiti nuovi moli commerciali oltre all'Isle of Dogs: il Royal Victoria Dock (1855), il Millwall Dock (1868), il Royal Albert Dock (1880) e, infine, il porto di Tilbury (1886), 42 km a est del ponte di Londra. Il Victoria aveva dimensioni senza precedenti: 2,4 km di lunghezza totale, su una superficie di oltre 405.000 metri2. Le chiuse idrauliche e i collegamenti ferroviari appositamente progettati, con la rete di trasporto nazionale, resero il Victoria tecnologicamente molto avanzato. Fu un grande successo commerciale, ma nel giro di due decenni stava diventando troppo poco profondo e l'ingresso della chiusa troppo stretto per le navi di nuova costruzione. La St. Katharine e la London Dock Company costruirono il Royal Albert Dock adiacente al Victoria; questa nuova banchina era lunga 2,8 km, con 4950 metri di banchina in acque profonde. Era il molo più grande del mondo, il primo ad essere illuminato elettricamente, dotato di gru a comando idraulico e, come il suo omologo Victoria, era collegato alle ferrovie nazionali. Questo molo ottenne risultati evidenti: nel 1880, il porto di Londra riceveva 8 milioni di tonnellate di merci all'anno, un aumento di 10 volte rispetto alle 800.000 ricevute nel 1800.
Le spedizioni nel porto di Londra richiedevano un vasto esercito di addetti ai trasporti e magazzini, che tipicamente partecipavano alla "chiamata" ogni mattina agli ingressi dei moli per essere assegnati al lavoro per la giornata. Questo tipo di lavoro era sottopagato e altamente instabile, prosciugandosi a seconda della stagione e dei capricci del commercio mondiale. La povertà dei lavoratori portuali e il crescente attivismo sindacale sfociarono nel Grande Sciopero del 1889, quando circa 130.000 lavoratori scioperarono tra il 14 agosto e il 16 settembre. Lo sciopero paralizzò il porto e indusse i proprietari del porto ad accettare tutte le richieste del comitato di sciopero, tra cui una serie di accordi di lavoro più equi, la riduzione della "chiamata" e salari orari e straordinari più elevati.

### Costruzione navale

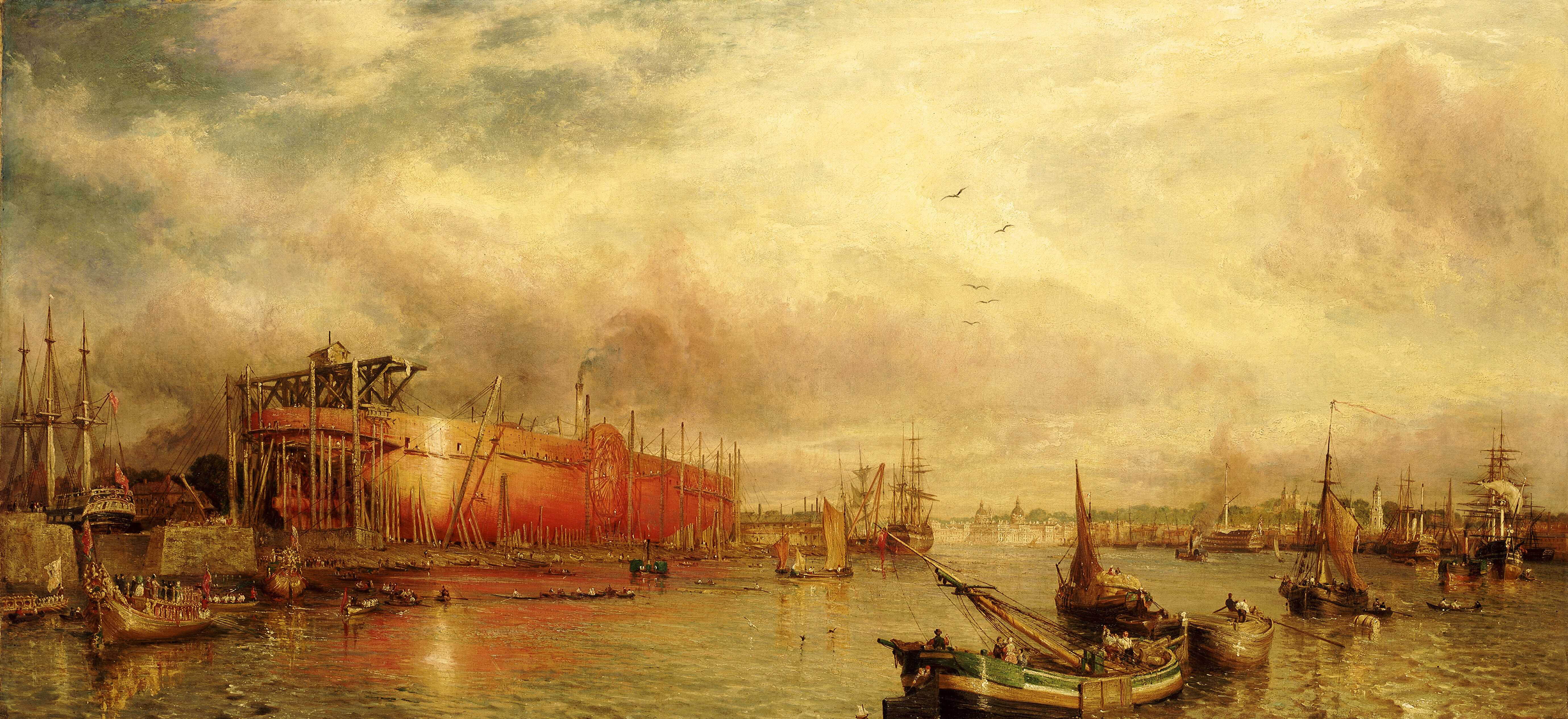
The Great Eastern in costruzione a Millwall, 1858

Durante la prima metà del XIX secolo, l'industria cantieristica sul Tamigi era altamente innovativa e produceva alcune delle navi tecnologicamente più avanzate al mondo. La ditta Wigram e Green costruì fregate Blackwall dall'inizio degli anni '30 dell'Ottocento, una versione più veloce del veliero dell'India orientale, mentre l'ingegnere navale John Scott Russell progettò scafi più raffinati per le navi costruite nella sua Millwall Iron Works. I cantieri londinesi avevano fornito circa il 60% delle navi da guerra dell'Ammiragliato in servizio nel 1866. Il più grande costruttore navale del Tamigi, la Thames Ironworks and Shipbuilding Company, costruì la rivoluzionaria nave corazzata HMS Warrior (1860), la più grande nave da guerra del mondo e la prima nave corazzata con scafo in ferro, insieme alla sorella HMS Black Prince (1861). Negli anni successivi, cinque delle nove corazzate commissionate dalla Marina per seguire l'esempio della Warrior sarebbero state costruite a Londra. La Thames Ironworks operò non solo nella costruzione di navi, ma anche in opere di ingegneria civile intorno a Londra come il Blackfriars Railway Bridge, l'Hammersmith Bridge e la costruzione dei tetti con cintura di ferro dell'Alexandra Palace e dell'edificio dell'Esposizione internazionale del 1862.
Società di ingegneria londinesi come Maudslay, Sons and Field e John Penn and Sons furono le prime a sviluppare e fornire motori marini a vapore per navi mercantili e militari, alimentando il passaggio dalla navigazione a vela a quella a vapore. Ciò fu dovuto all'invenzione, da parte di Samuel Hall nel 1834 a Bow, di un condensatore per il raffreddamento delle caldaie che utilizzavano acqua dolce anziché acqua salata corrosiva. Nel 1838 fu varato a Ratcliff Cross Dock il primo piroscafo a propulsione a vite al mondo, SS Archimedes, un'alternativa al meno efficiente piroscafo a pale. Nel 1845 l'Ammiragliato aveva optato per le eliche come forma ottimale di propulsione e furono coastruite una serie di nuove corazzate, nei cantieri navali di Londra, dotate della nuova tecnologia. La nave più grande e famosa del suo tempo, la SS Great Eastern, una collaborazione tra John Scott Russell e Isambard Kingdom Brunel, fu costruita presso la Millwall Iron Works e varata nel 1858. Detiene ancora il record come la nave più grande ad essere stata varata sul Tamigi e ottenne il record come la nave più grande del mondo per tonnellaggio fino al 1901.
Nonostante i sorprendenti successi dell'industria cantieristica nella prima metà del secolo, negli ultimi decenni del XIX secolo l'industria conobbe un precipitoso declino che lasciò in vita una sola grande azienda, la Thames Ironworks, entro la metà degli anni Novanta dell'Ottocento. I cantieri navali di Londra non avevano la capacità di espandersi per costruire le grandi navi richieste alla fine del XIX secolo, perdendo affari a favore dei nuovi cantieri navali in Scozia e nel nord dell'Inghilterra, dove i costi di manodopera e generali erano inferiori e ferro e carbone erano disponibili molto più vicino. Gli antichi Royal Dockyards di Woolwich e Deptford, fondati da Enrico VIII nel XVI secolo, erano troppo a monte e troppo poco profondi a causa dell'insabbiamento del Tamigi, che ne costrinse la chiusura nel 1869.

### Finanza

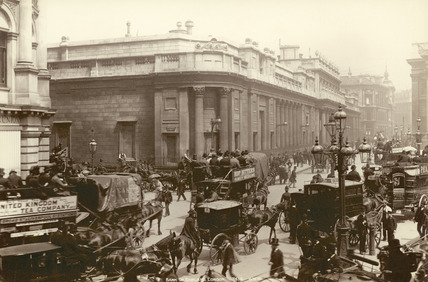
Traffico davanti alla Banca d'Inghilterra nella City di Londra, 1885–1895.

L'importanza della City di Londra come centro finanziario aumentò notevolmente nel corso del XIX secolo. I punti di forza della City nel settore bancario, dell'intermediazione azionaria e dell'assicurazione marittima ne fecero il canale naturale per l'enorme aumento degli investimenti di capitale avvenuto dopo la fine delle guerre napoleoniche nel 1815. La città era anche il quartier generale della maggior parte delle compagnie di navigazione, società commerciali, borse e società commerciali britanniche come compagnie ferroviarie e case di importazione. Con lo sviluppo della rivoluzione industriale, un'insaziabile domanda di investimenti di capitale nelle ferrovie, nelle spedizioni, nell'industria e nell'agricoltura alimentò la crescita dei servizi finanziari nella City. La fine delle guerre napoleoniche liberò anche capitali britannici da far fluire verso l'estero; tra il 1815 e il 1830 venne investiti circa £ 100 milioni all'estero e £ 550 milioni entro il 1854. Alla fine del secolo, il totale netto degli investimenti esteri britannici era di £ 2,394 miliardi. La Guida Bradshaw di Londra del 1862 elencava 83 banche, 336 società di intermediazione mobiliare, 37 agenti di cambio, 248 intermediari marittimi e assicurativi e 1500 diversi commercianti della città, che vendevano merci di ogni varietà immaginabile. Al centro di questo nesso di capitale privato e commercio c'era la Banca d'Inghilterra, che alla fine del secolo aveva in deposito riserve auree pari a 20 milioni di sterline. Impiegava oltre 900 persone e stampava 15.000 nuove banconote ogni giorno entro il 1896, realizzando circa £ 2 milioni di affari ogni giorno.
Il risultato del passaggio ai servizi finanziari della City fu che, anche se la sua popolazione residenziale stava calando a favore delle periferie (ci fu una perdita netta di 100.000 abitanti tra il 1840 e il 1900), mantenne il suo ruolo tradizionale di centro del commercio inglese. La popolazione attiva passò da circa 200.000 abitanti nel 1871 a 364.000 nel 1911.

## Abitazioni
La grande espansione di Londra nel XIX secolo venne guidata dalla crescita degli alloggi per accogliere la popolazione in rapido aumento della città. La crescita dei trasporti a Londra alimentò l'espansione verso l'esterno delle periferie, così come lo slancio culturale per fuggire dal centro città, consentendo la separazione dei mondi del "lavoro" e della "vita". I sobborghi variavano enormemente nel carattere e nella relativa ricchezza dei loro abitanti, alcuni erano per i più ricchi e altri per le classi medio-basse. Imitarono spesso il successo dei precedenti periodi di sviluppo edilizio speculativo dell'età georgiana, sebbene l'età vittoriana vide una gamma molto più ampia di alloggi suburbani costruiti a Londra. Abitazioni a schiera, bifamiliari e unifamiliari si svilupparono in una moltitudine di stili e tipologie, con una variazione quasi infinita nella disposizione di strade, giardini, abitazioni ed elementi decorativi.
I sobborghi erano ambiziosi per molti, ma vennero anche presi in giro e derisi dalla stampa per i gusti conservatori e convenzionali che rappresentavano (ad esempio nella rivista Punch Pooter). Mentre la terrace georgiana è stata descritta come "il più grande contributo dell'Inghilterra alla forma urbana", il crescente rigore con cui vennero applicate le normative del Building Act, dopo il 1774, portò a progetti sempre più semplici e standardizzati, che alla fine del XIX secolo erano in alcuni casi realizzati per ospitare famiglie nella fascia più bassa della scala socioeconomica. In effetti, esempi più grandiosi divennero meno comuni in questo periodo, poiché i più ricchi tendevano a preferire le case unifamiliari, e fu in questo periodo che le "terrace" in particolare furono associate per prime con le aspirazioni delle classi medie e più tardi, con le classi medio-basse nelle aree più industriali di Londra come l'East End.
Sebbene molte aree dei sobborghi georgiani e vittoriani vennero gravemente danneggiate durante The Blitz e/o poi riqualificate attraverso lo sgombero dei bassifondi, gran parte del carattere della Inner London rimane dominato dai sobborghi costruiti durante il periodo georgiano e vittoriano, e tali case rimangono enormemente popolari.

## Condizioni di vita

### Povertà
In contrasto con la cospicua ricchezza della City di Londra e di Westminster, c'era un'enorme sottoclasse di londinesi disperatamente poveri a breve distanza dalle aree più ricche. L'autore George W.M. Reynolds commentò le vaste disparità di ricchezza e la miseria dei più poveri nella Londra del 1844:
(George W.M. Reynolds)

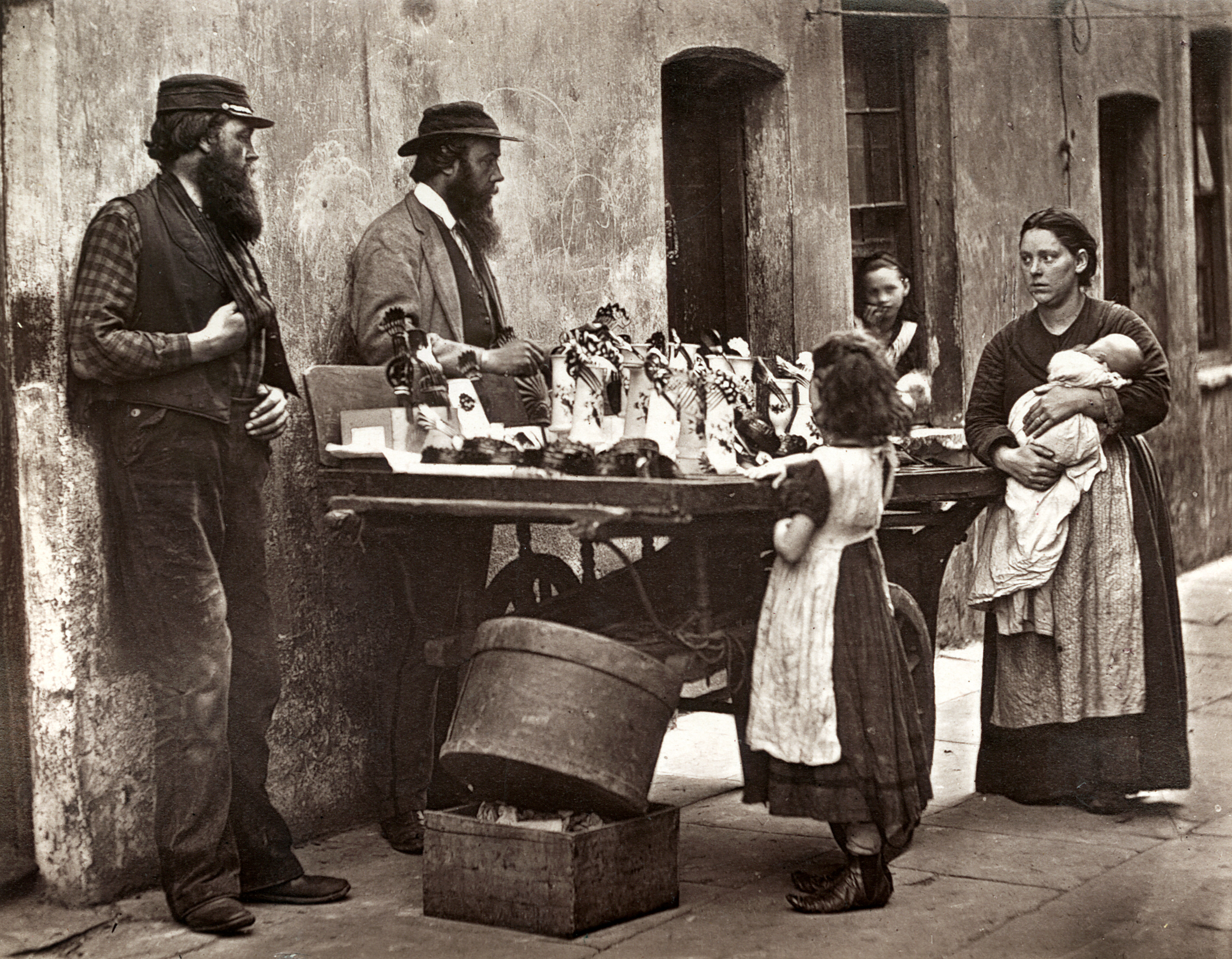
Una piccola bancarella del mercato a Londra, 1870.

Nel centro di Londra, la baraccopoli più famosa era St. Giles, un nome che nel XIX secolo era diventato sinonimo di povertà estrema. Famigerata sin dalla metà del XVIII secolo, St. Giles era definita dalle sue prostitute, dai negozi di gin, dai vicoli segreti dove potevano nascondersi i criminali e dalle case orribilmente sovraffollate. Lord Byron criticò lo stato di St. Giles in un discorso alla Camera dei Lord nel 1812, affermando: "Sono stato in alcune delle province più oppresse della Turchia, ma mai sotto il più dispotico dei governi infedeli ho visto un tale squallido miseria come ho visto da quando sono tornato nel cuore stesso di un paese cristiano". Nel cuore di quest'area, ora occupata da Oxford Street e Centre Point, c'era "The Rookery", un dedalo particolarmente denso di case lungo George Street e Church Lane, l'ultima delle quali nel 1852 si stima che contenesse oltre 1.100 inquilini in edifici sovraffollati e squallidi con fogne a cielo aperto. La povertà peggiorò con il massiccio afflusso di poveri immigrati irlandesi durante la grande carestia del 1848, dando all'area il nome di "Little Ireland", o "The Holy Land". L'intervento del governo, a partire dal 1830, ridusse l'area di St. Giles attraverso sgomberi di massa, demolizioni e progetti di lavori pubblici. Oxford Street fu costruita proprio nel cuore di "The Rookery" nel 1847, eliminando la parte peggiore dell'area, ma molti degli abitanti sfrattati si trasferirono semplicemente nelle strade vicine, che rimasero ostinatamente impantanate nella povertà.
La demolizione di massa di baraccopoli come St. Giles era il metodo abituale per rimuovere le sacche problematiche della città; per la maggior parte questa operazione spostava semplicemente i residenti esistenti perché le nuove abitazioni costruite da sviluppatori privati erano spesso troppo costose per essere sostenute dai precedenti abitanti. Tra la metà e la fine del XIX secolo, filantropi come Octavia Hill e enti di beneficenza come il Peabody Trust si concentrarono sulla costruzione di alloggi adeguati per le classi lavoratrici a prezzi accessibili (George Peabody costruì i suoi primi alloggi migliorati per "artigiani e lavoratori poveri" in Commercial Street nel 1864). Il Metropolitan Board of Works (l'autorità dominante prima della LCC), venne autorizzato a concedere autorizzazioni e a far rispettare il sovraffollamento e altri standard simili sui proprietari da un flusso di legislazione tra cui i Laboring Classes Dwelling Houses Acts del 1866 e 1867. Il sovraffollamento venne anche definito come un "fastidio" per la salute pubblica a partire dal 1855, cosa che consentì agli ufficiali medici di denunciare i proprietari in violazione del Board of Health. Nel 1890 le carenze della legislazione esistente furono perfezionate e condensate in un atto legislativo completo, l'Houses of the Working Classes Act. Ciò autorizzò l'LCC a costruire le proprie abitazioni su un terreno sgomberato, cosa che prima gli era stato proibito di fare; iniziò così un programma di costruzione di alloggi sociali in aree mirate come Bethnal Green e Millbank che sarebbe poi stato accelerato nel secolo successivo.

#### L'East End

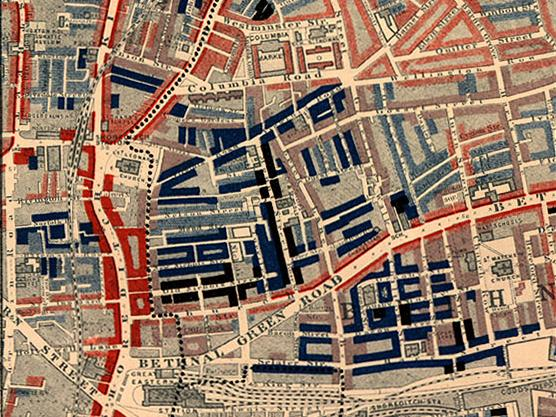
Parte della mappa della povertà di Charles Booth che mostra l'Old Nichol, una baraccopoli nell'East End di Londra. Pubblicata nel 1889 in Life and Labour of the People in London. Le aree rosse sono "classe media, benestante", le aree azzurre sono "povere, dai 18 ai 21 sterline a settimana per una famiglia moderata", le aree blu scuro sono "molto povere, casuali, indigenti" e le aree nere sono la "classe più bassa ... manovali, venditori ambulanti, fannulloni, criminali e semi-criminali".

L'East End di Londra, con un'economia orientata intorno ai Docklands e le industrie inquinanti raggruppate lungo il Tamigi e il fiume Lea, era stato a lungo un'area di lavoratori poveri. Alla fine del XIX secolo stava sviluppando una reputazione sempre più sinistra di criminalità, sovraffollamento, povertà disperata e dissolutezza. Il censimento del 1881 contava oltre 1 milione di abitanti nell'East End, un terzo dei quali viveva in povertà. Il Cheap Trains Act 1883, sebbene consentisse a molti londinesi della classe operaia di allontanarsi dal centro città, ebbe l'effetto di accentuare la povertà in aree come l'East End, dove venivano lasciati i più indigenti. La prostituzione era diffusa, con un rapporto ufficiale nel 1888 che registrava 62 bordelli e 1.200 prostitute a Whitechapel (il numero reale era probabilmente molto più alto).

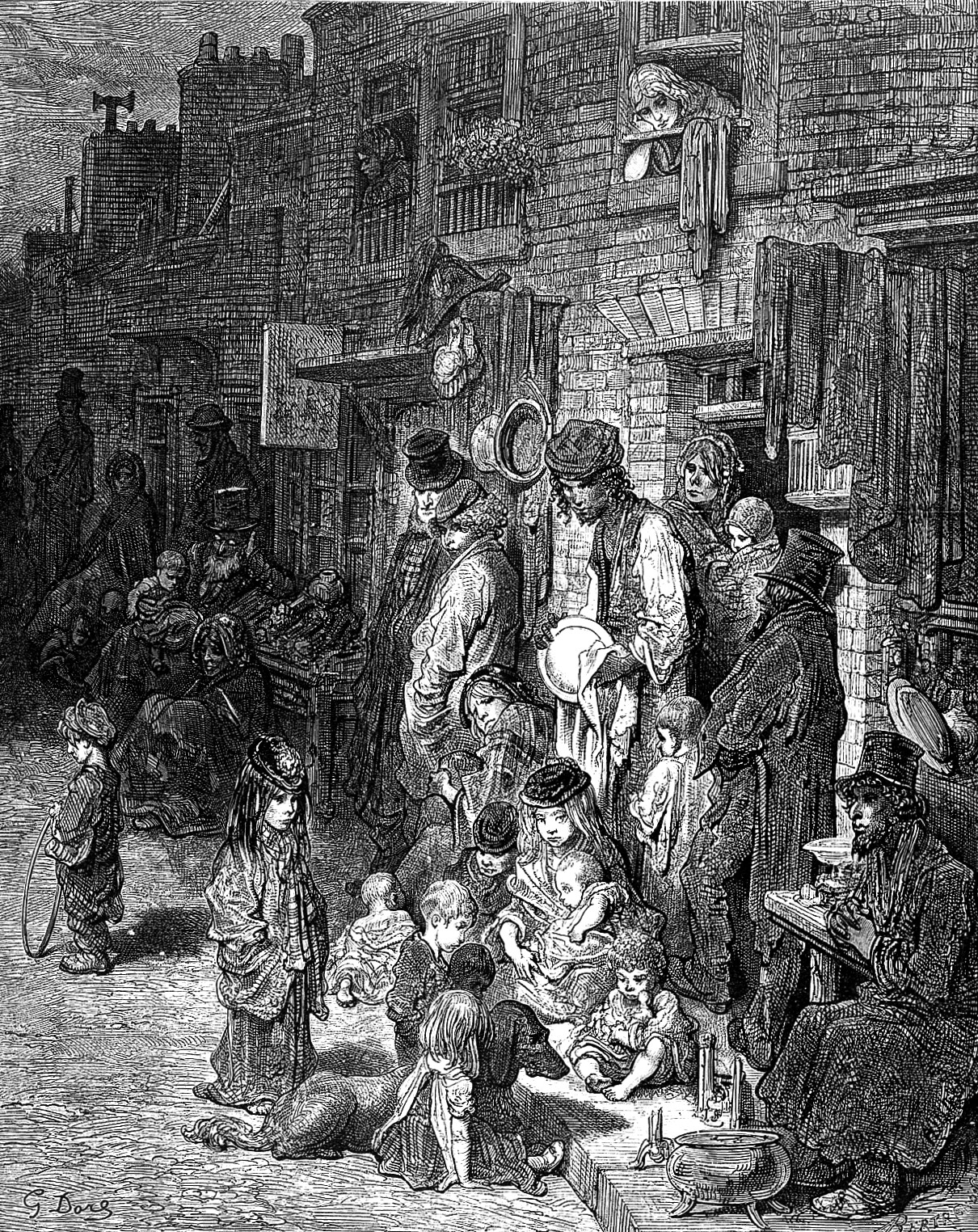
"Wentworth Street, Whitechapel" (1872), di Gustave Doré.

L'autore statunitense Jack London, nel suo resoconto del 1903 The People of the Abyss, descrisse lo sconcerto in cui fu accolto dai londinesi quando disse che aveva in programma di visitare l'East End, molti dei quali non erano mai stati lì nonostante vivessero nella stessa città. Gli fu rifiutata una guida quando visitò l'agenzia di viaggi di Thomas Cook & Son, che gli disse di consultare la polizia. Quando finalmente trovò un tassista che con riluttanza accettò di portarlo a Stepney, descrisse la sua impressione come segue:
(Jack London)
Al momento della visita di Jack London, nel 1903, la reputazione dell'East End era al suo punto più basso dopo decenni di attenzione sfavorevole da parte di giornalisti, autori e riformatori sociali. Gli omicidi di Whitechapel del 1888, perpetrati da Jack lo squartatore, portarono l'attenzione internazionale sullo squallore e la criminalità dell'East End, mentre Penny dreadful e una sfilza di romanzi sensazionali come The Nether World di George Gissing e le opere di Charles Dickens dipingevano cupi quadri della città di Londra. Aree disagiate per i lettori della classe media e alta. L'opera più influente sulla povertà di Londra fu Life and Labor of the People in London di Charles Booth, un'opera in 17 volumi pubblicata tra il 1889 e il 1903. Booth tracciò accuratamente i livelli di privazione in tutta la città, dipingendo un quadro cupo ma anche comprensivo dell'ampia varietà di esperienze vissute dai poveri di Londra.

### Malattie e mortalità
L'estrema densità di popolazione in aree come l'East End creò condizioni antigieniche e conseguenti epidemie. Il tasso di mortalità infantile nell'East End era del 20%, mentre l'aspettativa di vita stimata di un lavoratore dell'East End era di soli 19 anni. A Bethnal Green, uno dei distretti più poveri di Londra, il tasso di mortalità era di 1 su 41 nel 1847. La media di Bethnal Green tra gli anni 1885 e 1893 era rimasta praticamente la stessa di quella del 1847. Nel frattempo, la media di mortalità per quegli stessi otto anni nei ricchi distretti di Kensington e Paddington era di circa 1 su 53. Il tasso di mortalità complessivo di Londra venne monitorato con un rapporto di circa 1 su 43 tra gli anni 1869-1879; l'aspettativa di vita complessiva in città era di soli 37 anni a metà del secolo.
La malattia più grave nei quartieri poveri era la tubercolosi, fino al 1860 il colera, così come il rachitismo, la scarlattina e il tifo. Tra il 1850 e il 1860 il tasso di mortalità per tifo era di 116 ogni 100.000 persone. Il vaiolo era una malattia temuta in tutta Londra: ci furono epidemie nel 1816–1819, 1825–1826, 1837–1840, 1871 e 1881. Una workhouse di ospedali e il London Smallpox Hospital di St Pancras (trasferito a Highgate Hill nel 1848-1850), erano tutto ciò che esisteva per curare le vittime del vaiolo fino all'ultima parte del secolo. La situazione cambiò con la creazione del Metropolitan Asylums Board nel 1867, che iniziò la costruzione di cinque ospedali pianificati per il vaiolo e la febbre a Stockwell, Deptford, Hampstead, Fulham e Homerton per servire le diverse zone di Londra. I timorosi residenti riuscirono a bloccare la costruzione dell'ospedale di Hampstead e i residenti di Fulham ottennero un'ingiunzione che impediva a tutti i casi di vaiolo, tranne quelli locali, di essere curati nel loro ospedale. Così, con solo tre ospedali in funzione quando iniziò l'epidemia del 1881, il MAB fu sopraffatto. Vennero noleggiate le navi HMS Atlas ed Endymion come navi ospedale ed entrarono in servizio nel luglio 1881, ormeggiate a Greenwich. L'anno successivo le due navi furono acquistate insieme ad un'altra, Castalia, e la flotta fu spostata a Long Reach a Gravesend, dove servì a curare 20.000 pazienti tra il 1884 e il 1902. Gli ospedali galleggianti erano dotati di un proprio servizio di traghetti fluviali per trasportare i pazienti in isolamento dal centro città. Le navi consentirono la costruzione di tre ospedali di isolamento permanente a Dartford, ponendo fine alla minaccia di epidemie di vaiolo.

## Trasporti

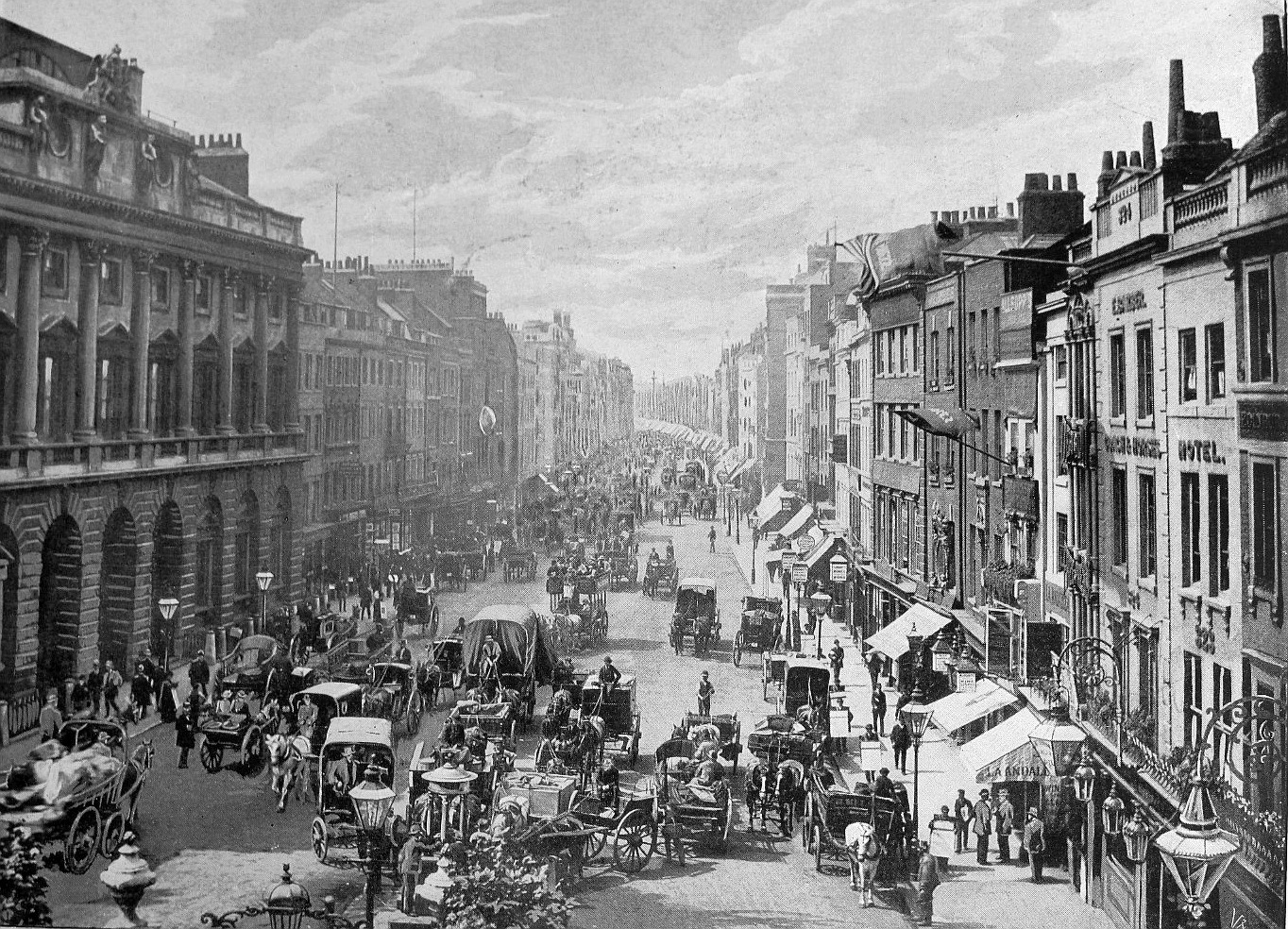
Traffico sullo Strand alla fine del XIX secolo (Somerset House è sulla sinistra)

Con i grandi capolinea ferroviari in via di sviluppo per collegare Londra con i suoi sobborghi e oltre, il trasporto di massa stava diventando sempre più importante all'interno della città con l'aumento della sua popolazione. I primi omnibus trainati da cavalli entrarono in servizio a Londra nel 1829. Nel 1854 ce n'erano 3.000 in servizio, dipinti di rosso brillante, verde e blu, e ciascuno trasportava una media di 300 passeggeri al giorno. La carrozza a due ruote, vista per la prima volta nel 1834, era il tipo più comune di carrozza sulle strade di Londra durante l'età vittoriana, ma ce n'erano molti tipi, come la carrozza Hackney a quattro ruote, oltre alle carrozze private, carri per il carbone e veicoli mercantili che affollavano le strade. C'erano 3.593 taxi con licenza a Londra nel 1852 ed entro la fine del secolo se ne stimavano circa 10.000.

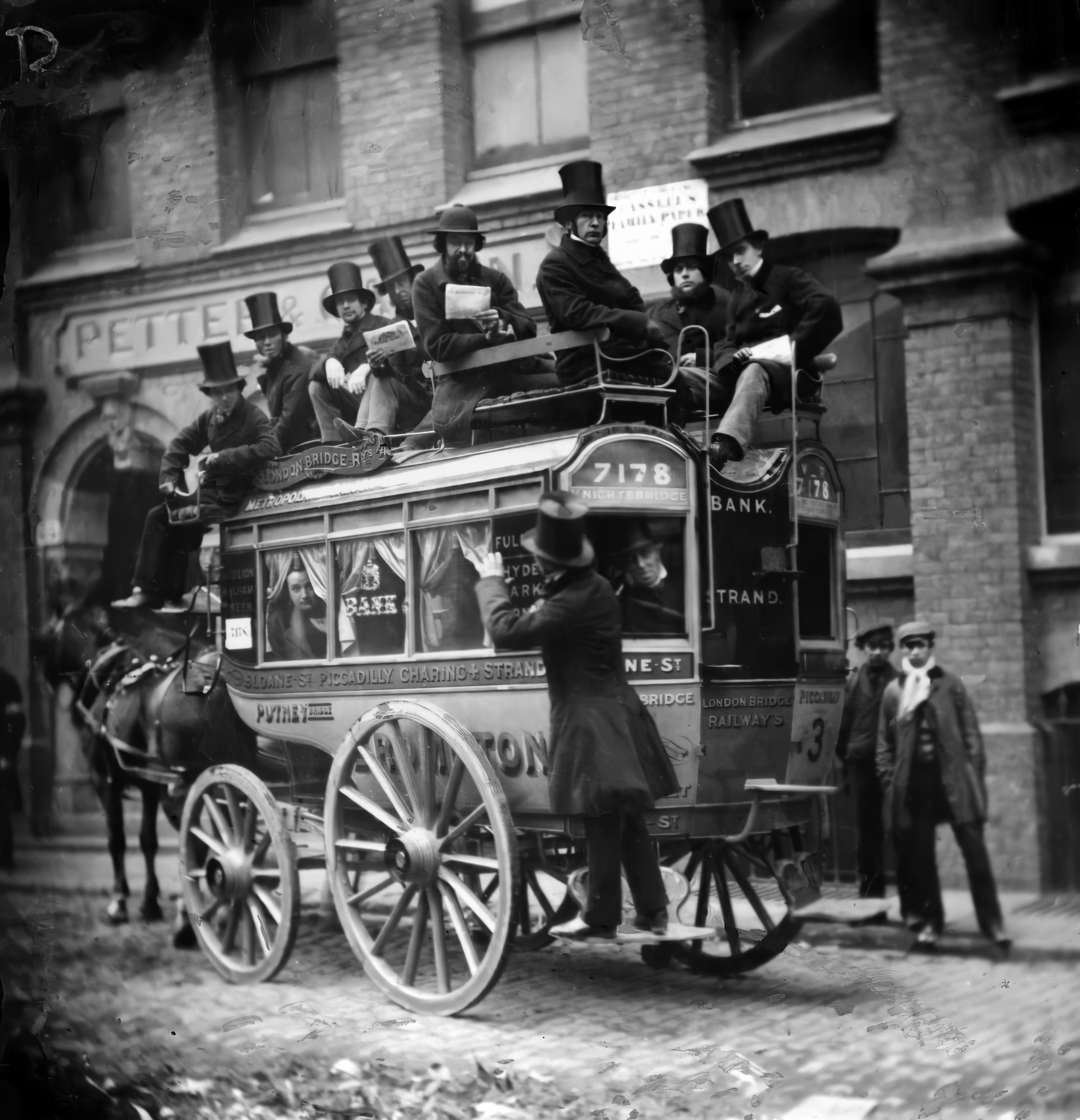
Un omnibus londinese nel 1865

Dal 1870 in poi, i londinesi ebbero anche accesso a una rete di tram in via di sviluppo che accedeva al centro di Londra e forniva il trasporto locale nei sobborghi. I primi tram trainati da cavalli furono installati nel 1860 lungo la Bayswater Road all'estremità settentrionale di Hyde Park, Victoria Street a Westminster e Kennington Street nel sud di Londra. I tram ebbero successo con i passeggeri, ma i binari rialzati creavano sussulti ed erano scomodi da attraversare per i veicoli trainati da cavalli, causando strozzature del traffico agli incroci. Nel giro di un anno la protesta fu così grande che le linee furono interrotte e i tram non furono reintrodotti fino a quando il Tramways Act 1870 non ne permise la nuova costruzione. I tram erano limitati a operare nei sobborghi di Londra, ma accedevano ai principali snodi di trasporto della City e del West End, trasportando i passeggeri in entrata e in uscita dai sobborghi. Nel 1893 c'erano circa 1.000 tram su 216 km di binari. I tram potevano raggiungere il centro di Londra da Aldgate, Blackfriars Bridge, Southwark, Moorgate, King's Cross, Euston Road, Holborn, Shepherd's Bush, Victoria e Westminster Bridge.

### L'arrivo delle ferrovie
La Londra del XIX secolo fu trasformata dall'arrivo delle ferrovie. Una nuova rete di ferrovie metropolitane consentì lo sviluppo di periferie nelle contee vicine da cui le persone della classe media e dei ricchi potevano spostarsi verso il centro. Sebbene ciò avesse stimolato la massiccia crescita verso l'esterno della città, la crescita di Londra aveva anche esacerbato il divario di classe, poiché le classi più ricche emigrarono nei sobborghi, lasciando i poveri ad abitare nelle aree interne della città. Le nuove linee ferroviarie erano generalmente costruite attraverso aree della classe operaia, dove la terra era più economica e i costi di compensazione inferiori. Negli anni '60 dell'Ottocento, le compagnie ferroviarie dovevano ricollocare gli inquilini che avevano sfrattato per la costruzione delle linee, ma queste regole furono ampiamente eluse fino agli anni '80. Gli sfollati generalmente erano rimasti nella stessa area di prima, ma in condizioni più affollate a causa della perdita di alloggi.
La prima ferrovia ad essere costruita a Londra fu la London & Greenwich Railway, una breve linea da London Bridge a Greenwich, aperta nel 1836. Questa fu presto seguita da grandi capolinea ferroviari che collegavano Londra a ogni angolo della Gran Bretagna. Questi includevano Euston (1837), Paddington (1838), Fenchurch Street (1841), Waterloo (1848), King's Cross (1852), e St Pancras (1868). Nel 1865 c'erano 12 capolinea ferroviari principali; le stazioni costruite lungo le linee nei villaggi extraurbani che circondavano Londra consentirono lo sviluppo di città di pendolari per le classi medie. Il Cheap Trains Act 1883 aiutò i londinesi più poveri a trasferirsi, garantendo tariffe economiche e rimuovendo, dal 1844, un dazio imposto sulle tariffe. I nuovi sobborghi della classe operaia creati di conseguenza includevano West Ham, Walthamstow, Kilburn e Willesden.

### Metropolitana di Londra

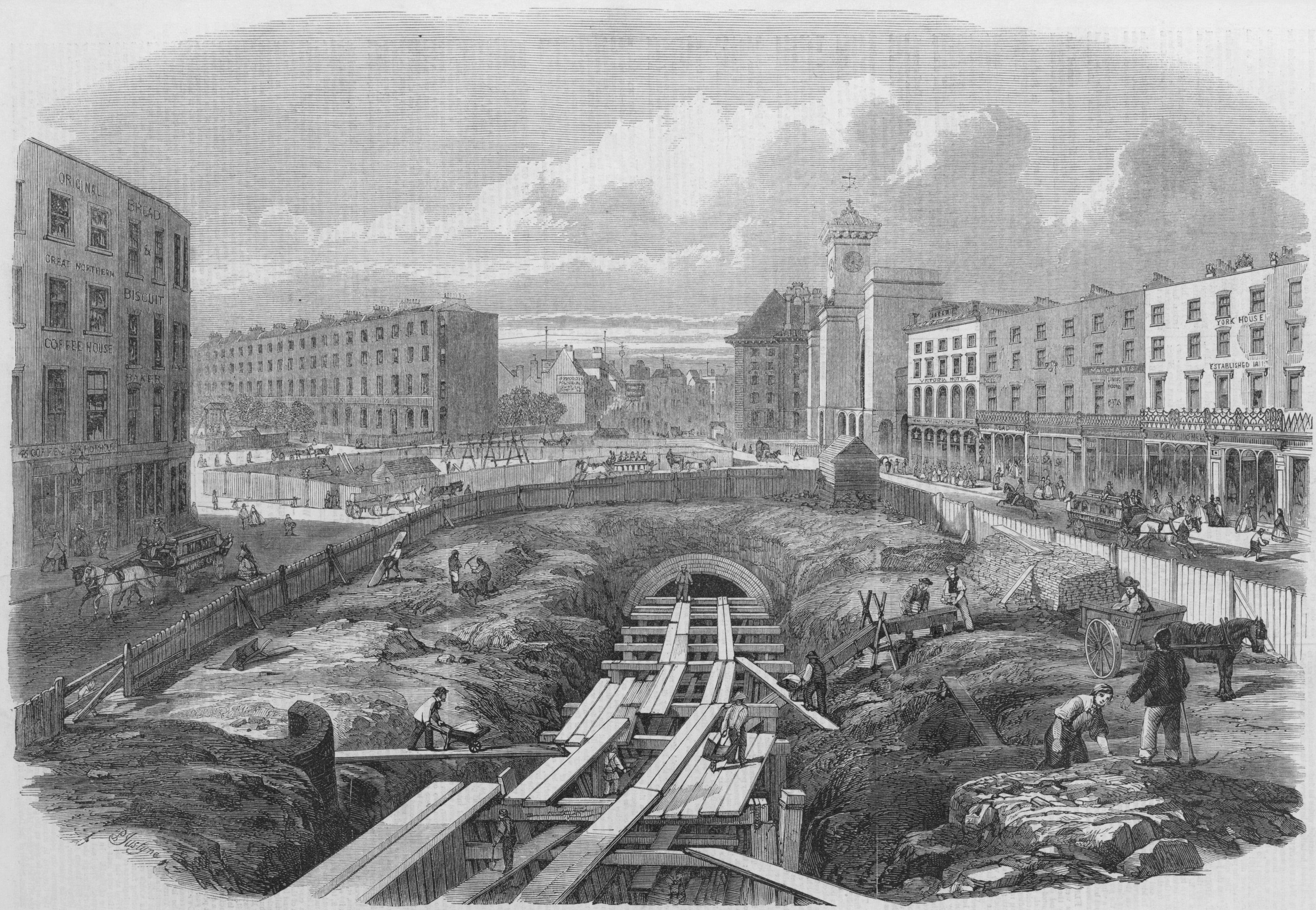
Costruzione della Metropolitan Railway, la prima linea della metropolitana di Londra, nel 1861

Con la congestione del traffico sulle strade di Londra che diventava sempre più grave, le proposte di ferrovie sotterranee per alleviare la pressione sul traffico stradale furono proposte per la prima volta negli anni '40 dell'Ottocento, dopo che l'apertura del Thames Tunnel, nel 1843, dimostrò che tale lavoro di ingegneria poteva essere svolto con successo. Tuttavia, le riserve sulla stabilità dei tunnel sotterranei persistettero negli anni '60 dell'Ottocento e furono finalmente superate quando il Parlamento approvò la costruzione della prima ferrovia sotterranea di Londra, la Metropolitan Railway. Iniziata nel 1860 e completata nel 1863, la Metropolitan inaugurò il sistema di trasporto di massa più antico del mondo, la metropolitana di Londra. Venne creata con il metodo cut-and-cover di scavare una trincea dall'alto, quindi costruire pareti e volte in mattoni rinforzati per formare il tunnel e riempire la trincea con terra. La Metropolitan inizialmente correva da Farringdon a est fino a Paddington a ovest. Le carrozze passeggeri in legno aperte erano trainnate da una locomotiva a vapore alimentata a coke e illuminate con lampade a gas per fornire l'illuminazione nei tunnel. La linea si rivelò un grande successo trasportando 9,5 milioni di passeggeri nel suo primo anno di attività. Un'estensione del sobborgo occidentale di Hammersmith fu costruita e aperta nel 1868. Nel 1884 la Metropolitan fu collegata alla Metropolitan District Line ad Aldgate per formare un cerchio interno che comprendeva il centro di Londra (la moderna Circle Line), con un breve tratto che andava da Aldgate a Whitechapel. Nel 1880 fu aperta una linea di estensione a nord-ovest dalla stazione della metropolitana di Baker Street al villaggio di Harrow, attraverso Swiss Cottage e St. John's Wood, espandendosi ulteriormente nei decenni successivi e consentendo lo sviluppo di prosperi sobborghi attorno a villaggi un tempo rurali.
Dopo il successo della Metropolitan, la prima nuova linea fu la Metropolitan District Line, aperta nel 1865, con la costituzione di una serie di imprese private per costruire nuove rotte. Questa linea si estendeva inizialmente lungo il Tamigi da Westminster a South Kensington, ma nel 1889 venne estesa verso est fino a Blackfriars e a sud-ovest fino a Wimbledon.
La linea successiva e il primo vero "tubo", scavato con una talpa progettata da J.H. Greathead piuttosto che da scavi cut-and-cover, fu la City and South London Railway, aperta nel 1890. Fu la prima linea metropolitana di Londra con locomotive elettriche e la prima ad estendersi a sud del fiume. L'elettrificazione consentì di scavare i tunnel in profondità sotto il livello del suolo, poiché non era più necessaria la ventilazione per il fumo e il vapore. Nel 1894, circa 228.605.000 passeggeri utilizzarono le tre ferrovie sotterranee allora in funzione, rispetto agli 11.720.000 passeggeri del 1864 che utilizzavano l'unica Metropolitan Railway. Prima che il secolo volgesse al termine, nel 1898, fu aperta una seconda metropolitana di profondità: la Waterloo & City Line. La più breve delle linee della metropolitana di Londra, venne costruita per convogliare i pendolari tra la City di Londra e la stazione di Waterloo.

## Infrastrutture

### Strade
Molte nuove strade furono costruite dopo la formazione del Metropolitan Board of Works nel 1855. Includevano l'Embankment del 1864, Northumberland Avenue, Clerkenwell e Theobalds Roads, tutte del 1874. La MBW venne autorizzata a creare Charing Cross Road e Shaftesbury Avenue nel Metropolitan Streets Improvements Act del 1877, con l'intenzione di migliorare la comunicazione tra Charing Cross, Piccadilly Circus, Oxford Street e Tottenham Court Road. Ciò richiese un'ampia demolizione nei bassifondi di Soho e St. Giles, con la MBW responsabile del ricollocamento di oltre 3.000 lavoratori in case popolari di nuova costruzione nel periodo di dieci anni impiegato per costruire le strade.

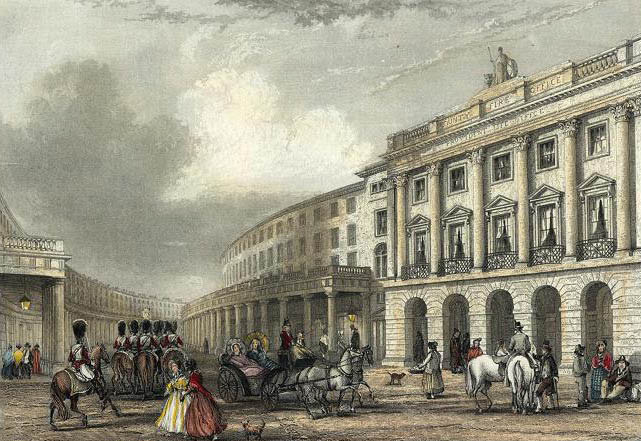
Regent Street Quadrant di Piccadilly Circus, 1837

Una delle iniziative più ambiziose di riprogettazione urbana fu la costruzione di Regent Street per volere del principe reggente, che desiderava costruire un grand boulevard che collegasse la sua Charlton House a sud con Regent's Park a nord, quest'ultimo tornato in proprietà della corona nel 1811. La nuova strada creò una miriade di vantaggi: ripulì un labirinto di strade strette a Westminster a favore di una strada simmetrica ed esteticamente gradevole che non solo alleviò la congestione del traffico ma, fornì un percorso diretto nord-sud, consentendo all'area rurale intorno a Regent's Park di essere proficuamente sviluppata per uso residenziale. Regent Street doveva anche fornire una chiara separazione tra il nuovo sviluppo alla moda di Mayfair a ovest e l'area ormai indesiderabile di Soho a est. I piani, progettati da John Nash, furono approvati dall'Atto del Parlamento nel 1813 e nel 1819. I grandiosi edifici colonnati e ricoperti di stucco di Nash erano in gran parte aperti al commercio. La strada si estendeva da Pall Mall al suo capolinea meridionale (costruito più vicino all'Haymarket per evitare St. James's Square), attraversava Piccadilly (creando Piccadilly Circus), da dove curvava a ovest attraverso il Quadrant e poi correva verso nord, unendosi con Langham Place e Portland Place per creare il collegamento a Regent's Park. L'area raggiunse lo scopo previsto di diventare un fiorente quartiere commerciale, fiancheggiato da negozi di ogni varietà per rivaleggiare con la qualità del vicino St. James's.
Nel 1890 a Londra si verificarono 5.728 incidenti stradali che provocarono 144 morti. A Londra venne costruito il primo semaforo al mondo, installato all'incrocio tra Bridge, Great George e Parliament Street fuori dal Palazzo del Parlamento. La colonna sulla quale era installato, alta 6 metri, era sormontata da una grande lampada a gas e venne inaugurata nel dicembre 1868. Fu progettata dall'ingegnere ferroviario J.P. Knight dalla modifica di un segnale semaforico ferroviario, con bracci multicolori che scendevano per regolare il traffico.

### Ingegneria
La Londra del XIX secolo fu il luogo di meraviglie ingegneristiche senza precedenti. Una di queste era il Thames Tunnel, dichiarato "l'ottava meraviglia del mondo" quando fu inaugurato nel 1843. Progettato da Marc Isambard Brunel, fu il primo tunnel al mondo ad essere costruito con successo sotto un fiume navigabile e richiese 18 estenuanti anni per essere completato. I lavoratori impiegati per scavare il tunnel, con la protezione dello scudo di Brunel, subirono cinque gravi inondazioni e molteplici perdite di gas e fognature, che causarono numerose vittime e lunghi ritardi. Sebbene fosse inteso come un'arteria sotterranea per il movimento di merci tra Rotherhithe e Wapping, venne aperto come tunnel pedonale durante i suoi primi decenni (ci furono 1 milione di pedoni nei primi 3 mesi di apertura). Solo nel 1865 fu acquistato dalla East London Railway e convertito per uso ferroviario.

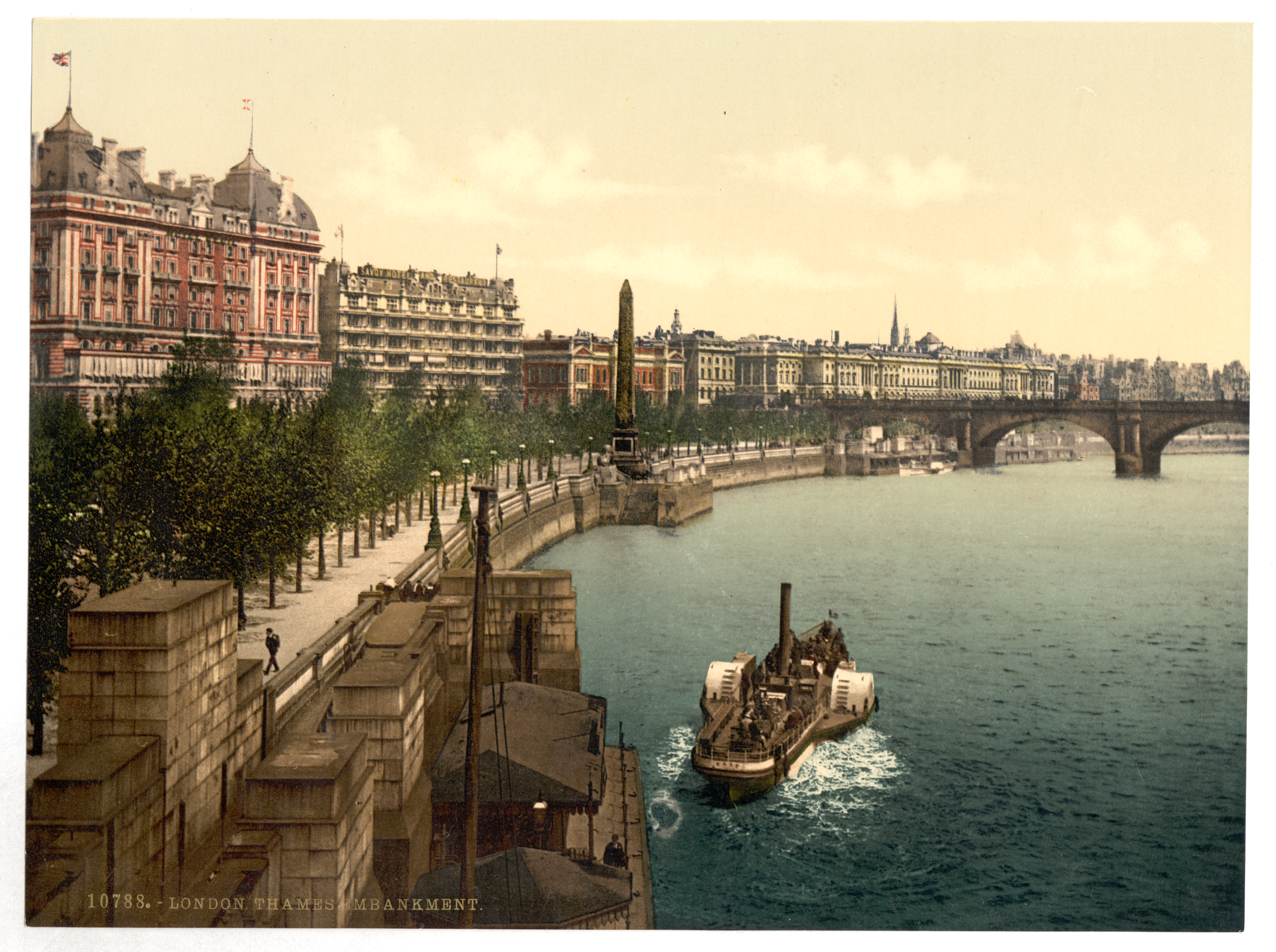
Cartolina del 1890 del Victoria Embankment

Il Thames Embankment fu uno dei progetti di opere pubbliche più ambiziosi nella Londra del XIX secolo. Trasformò l'aspetto del lungofiume tra Chelsea e Blackfriars. C'erano tre diverse sezioni: il Victoria Embankment, costruito tra il 1864 e il 1870, l'Albert Embankment (1866–1870) e il Chelsea Embankment (1871–1874). Gli argini proteggevano le zone basse lungo il Tamigi dalle inondazioni, fornivano una prospettiva più attraente del fiume rispetto alle distese fangose e ai cantieri navali che abbondavano in precedenza e creavano terreni bonificati di prim'ordine per lo sviluppo.
Il Victoria Embankment era il più ambizioso: nascondeva un enorme tunnel di intercettazione delle acque reflue, che convogliava i rifiuti da una rete di tunnel più piccoli lontano dal fiume Tamigi e fuori dal centro di Londra, verso la Northern Outfall Sewer a Beckton, nella zona est di Londra. Il Victoria Embankment consentì anche la costruzione di un'estensione della metropolitana della Metropolitan District Line, da Westminster est a Blackfriars. In totale, il Victoria Embankment bonificò 15 ettari di terreno lungo il Tamigi, consentendo la costruzione di un ampio viale est-ovest e una serie di giardini pubblici.
Tutte e tre le sezioni del Thames Embankment erano rivestite in granito grigio, dotate di belle lampade in ghisa e fiancheggiate da platani londinesi. Nel 1878, le lampade del Victoria Embankment furono convertite da gas a corrente elettrica, rendendolo la prima strada in Gran Bretagna ad essere illuminata elettricamente. Walter Thornbury elogiò la nuova costruzione nella sua Old and New London del 1878: "non solo il [Victoria] Embankment ha aggiunto una bella facciata sul lato del Tamigi, che in precedenza era stato un pugno nell'occhio, ma è stato anche il mezzo di sbarazzarsi dei depositi disuguali di fango nel suo letto, favorendo la rimozione della perlustrazione del fiume, e di conseguenza migliorando la salute degli abitanti di Londra."

### Ponti
Durante il XIX secolo ci fu una raffica di costruzione di nuovi ponti lungo il Tamigi, dalla City di Londra verso ovest, migliorando la comunicazione via terra con Southwark. Nel 1800 c'erano solo tre ponti che collegavano Westminster e la città alla riva sud: Westminster Bridge, Blackfriars Bridge e l'antico London Bridge. A ovest di Westminster, il ponte più vicino era il Battersea Bridge, 4,8 km a monte. I quattro ponti di pietra divennero progressivamente più decrepiti con l'aumentare del traffico: il ponte di Westminster era gravemente cedevole negli anni '30 dell'Ottocento e diversi moli crollarono nel 1846. Blackfriars era strutturalmente malsano, richiedendo sostanziali riparazioni tra il 1833 e il 1840. L'Old London Bridge, i cui 20 moli risalivano al XIII secolo, ostacolava così tanto il flusso del fiume da formare pericolose rapide per le barche, e la sua larghezza ridotta di 7,8 metri non poteva ospitare i livelli di traffico moderni. Fu il primo ad essere sostituito da un ponte in granito largo 15 metri con cinque archi di supporto. Il "Nuovo" London Bridge fu costruito dal 1824 al 1831, con l'adiacente "Old" London Bridge completamente smantellato nel 1832. Il New Westminster Bridge, realizzato in ghisa e poggiante su sette archi, fu aperto nel 1862, in sostituzione del suo instabile predecessore, e il Blackfriars Bridge fu demolito e ricostruito in ghisa a partire dal 1864.
Inoltre, furono costruiti diversi nuovi ponti per il traffico stradale, pedonale e ferroviario: Southwark Bridge (1819), Waterloo Bridge (1817), Hungerford Bridge (aperto nel 1845 come passerella e convertito nel 1859 in una combinazione di passerella/ponte ferroviario per la stazione di Charing Cross, e il Tower Bridge (1894). Più a monte, i nuovi ponti includevano il Lambeth Bridge (1862), che sostituiva un secolare servizio di traghetti che attraversava il fiume, Vauxhall Bridge (aperto nel 1816), Victoria Bridge (aperto nel 1858 e successivamente ribattezzato Chelsea Bridge), e Wandsworth Bridge (1873).

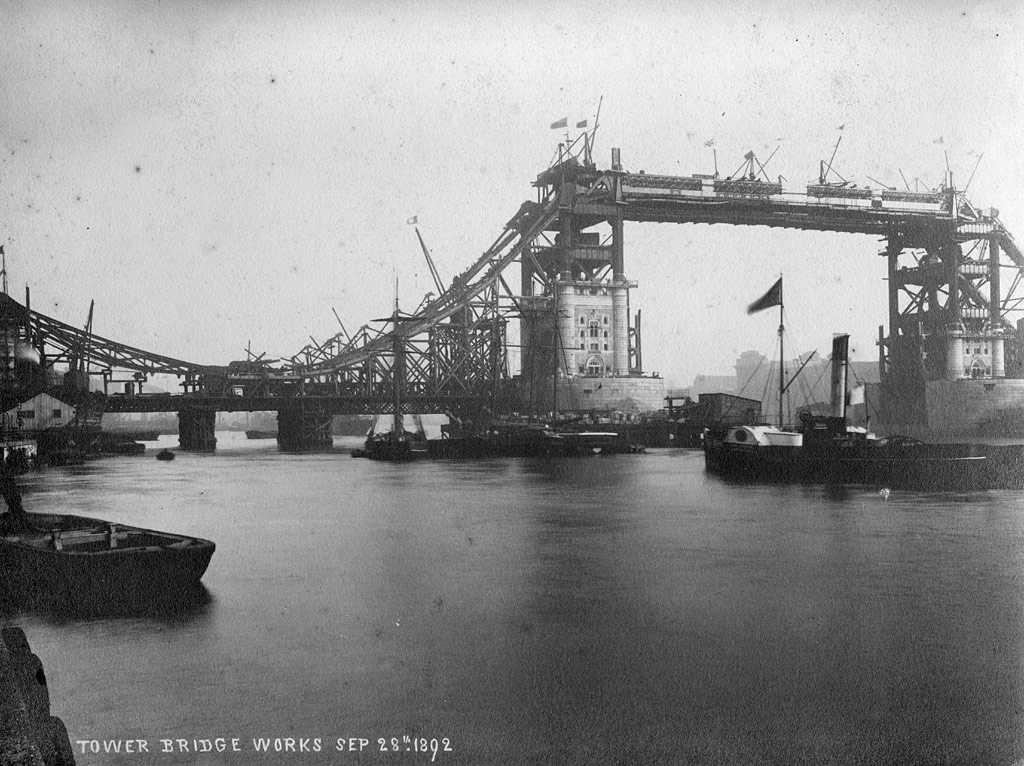
Tower Bridge in costruzione, 1892

L'impulso per queste opere pubbliche era stata la massiccia crescita della popolazione di Londra, che aveva messo a dura prova le comunicazioni esistenti tra la sponda nord e quella sud. La mancanza di ponti era uno dei problemi citati dall'The Illustrated London News in un editoriale del 1854 che enumerava i bisogni più urgenti della città. Il London Bridge era rimasto l'arteria più trafficata della città per tutto il secolo, con una media di 22.242 veicoli e 110.525 attraversamenti pedonali al giorno nel 1882. Tra il 1874 e il 1885 furono presentate più di 30 petizioni a varie autorità chiedendo che il ponte fosse ampliato o ricostruito per alleviare la congestione. Ciò portò alla ricostruzione del Tower Bridge con un atto del Parlamento del 1885. Questo era un ponte mobile progettato da Sir Horace Jones, completato nel 1895. Fu una meraviglia dell'ingegneria che risolse l'enigma di come superare il Tamigi a valle del London Bridge senza inibire la navigazione nel Pool di Londra. Usando un'apertura centrale larga 60 metri, il bilico, o ponte levatoio, poteva essere sollevato su entrambi i lati da enormi accumulatori idraulici, consentendo uno spazio libero per navi fino a 43 metri di altezza. Poggiava su due pilastri affondati in profondità nel letto del fiume, costituiti da circa 70.000 tonnellate di cemento e pietra, mentre le torri e il ponte stesso erano incorniciati da 11.000 tonnellate di acciaio rivestito in granito della Cornovaglia e pietra di Portland.

### Illuminazione

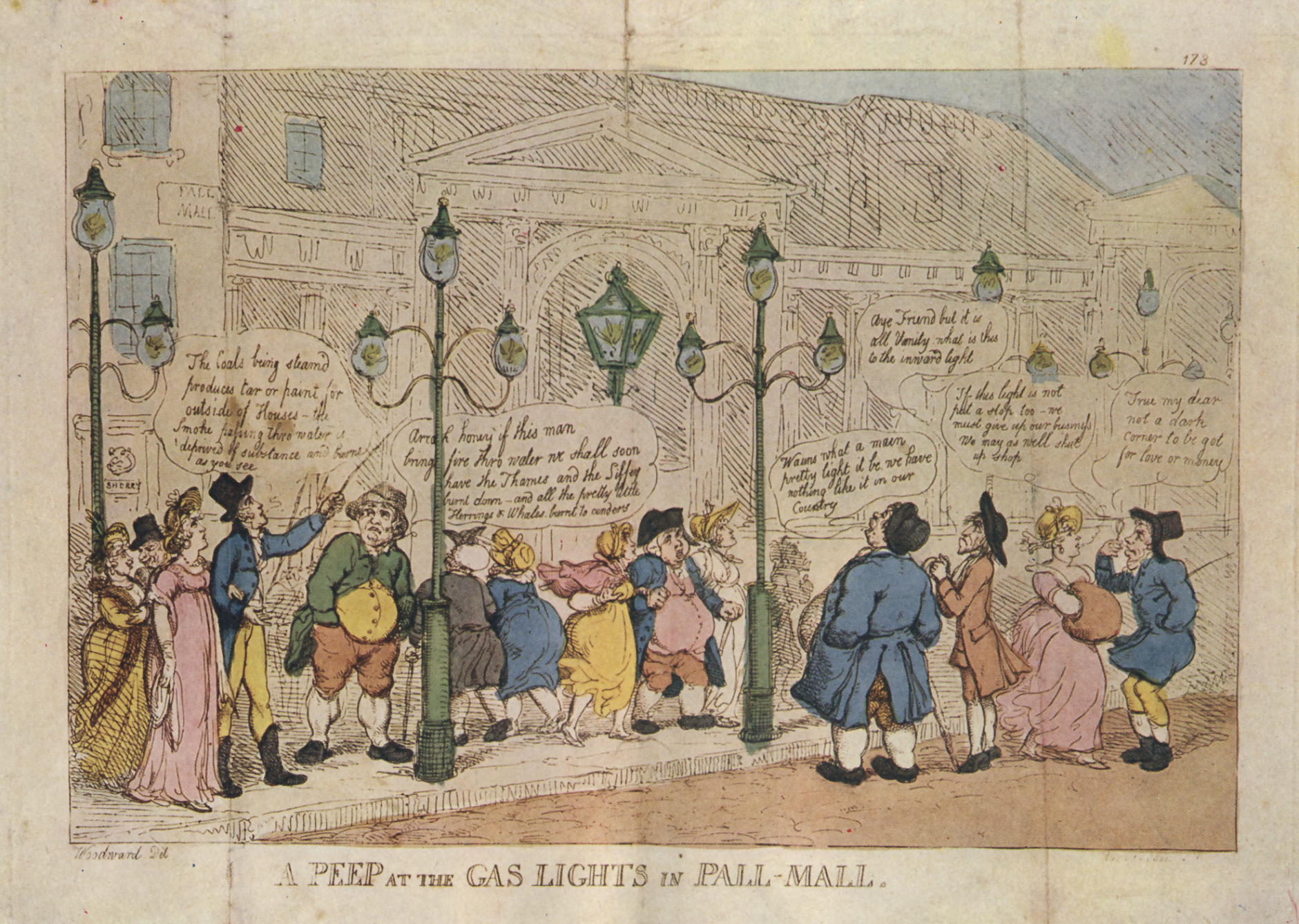
Una caricatura dei primi lampioni a gas lungo il Pall Mall nel 1809

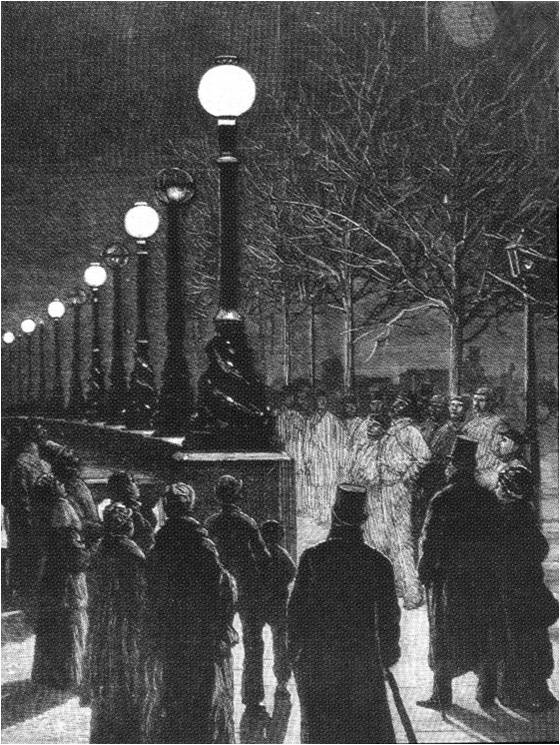
Luce elettrica fornita dalle candele Yablochkov, sul Victoria Embankment nel dicembre 1878.

Lo sviluppo dell'illuminazione a gas, all'inizio del XIX secolo, fornì a Londra per la prima volta nella sua storia un'illuminazione stradale completa. Prima di allora, le lampade a olio venivano utilizzate lungo le strade principali, ma dovevano essere accese solo durante il periodo più buio dell'anno (tra San Michele il 29 settembre e Lady Day il 25 marzo), e solo fino a mezzanotte. La prima lampada a gas a Londra fu installata nel Lyceum Theatre nel 1804, dall'imprenditore tedesco F.A. Winsor. Il "Winsor patent Gas", fornito dalla Winsor's New Light and Heat Company, sarebbe stato installato lungo il lato nord del Pall Mall per celebrare il compleanno di Giorgio III nel 1805. Nel 1810, la Westminster Gas Light and Coke Company fu costituita da un Act of Parliament e le prime officine del gas nel Regno Unito furono istituite dalla società a Peter Street e Horseferry Road per fornire gas a Westminster. Nel 1813, il Westminster Bridge fu illuminato a gas e i teatri di Londra installarono l'illuminazione a gas tra il 1817 e il 1818. Il Gaslight fu rapidamente adottato per le vetrine dei negozi perché consentiva ai proprietari di esporre meglio le loro merci, ma fu più lento da adottare nelle case private, non guadagnando terreno fino al 1840. L'illuminazione a gas rese le strade più sicure, consentì ai negozi di rimanere aperti anche dopo il tramonto e migliorò l'alfabetizzazione grazie agli interni più luminosi dovuti all'illuminazione a gas.
Nel 1823 c'erano circa 40.000 lampioni a gas, su 345 km di strade. Nel 1880 c'erano un milione di lampioni a gas a Londra e le fabbriche di gas consumavano 6,5 milioni di tonnellate di carbone all'anno. La città era diventata degna di nota per la luminosità delle sue strade, vetrine e interni di notte rispetto ad altre città europee. L'ultimo distretto a resistere all'illuminazione a gas fu Grosvenor Square, che non la installò fino al 1842. C'erano 12 compagnie del gas in funzione a Londra negli anni '40 dell'Ottocento, con le fabbriche del gas che diventavano una caratteristica sempre più riconoscibile della città. La più grande di esse era quella della London Gas Company a Vauxhall, che convogliava il gas fino a Highgate e Hampstead, a 11,5 km da Vauxhall. Il Metropolitan Gas Act 1860 concedeva monopoli alle varie società nei distretti assegnati, con l'obiettivo di porre fine alla feroce concorrenza per il territorio che era prevalsa negli anni '50 dell'Ottocento. Ciò ebbe l'effetto indesiderato di far aumentare i prezzi, poiché le società sfruttarono i loro monopoli appena assicurati. Tra il 1866 e il 1868 furono istituiti comitati parlamentari selezionati per esaminare la questione, che scoprirono che il gas a Londra era più costoso e di qualità inferiore rispetto ad altre città inglesi. I comitati raccomandarono vari miglioramenti tra cui riduzioni dei prezzi, una migliore regolamentazione e il consolidamento. Queste raccomandazioni furono emanate per la prima volta in città con il City of London Gas Act del 1868 e nel giro di pochi anni le disposizioni furono estese a gran parte di Londra. Alla fine degli anni '70 dell'Ottocento, c'erano solo 6 compagnie di gas in funzione a Londra, rispetto alle 13 degli anni '60 dell'Ottocento.
Negli ultimi decenni del XIX secolo, l'illuminazione elettrica venne introdotta sporadicamente, ma fu lenta a sostituire il gas. Nel novembre e dicembre 1848, due inventori concorrenti (M. Le Mott e William Staite) diedero dimostrazioni delle rispettive lampade elettriche a folle sbalordite alla National Gallery, in cima alla Colonna del Duca di York, e a bordo di un treno in partenza dalla stazione di Paddington. Ci vollero altri tre decenni prima che questa novità venisse installata in modo permanente, ritardata dal costo dell'elettricità e dalla mancanza di impianti di generazione. Nel 1879 furono installate lampade ad arco elettrico lungo il Victoria Embankment come esperimento per misurare la luminosità del gas rispetto all'elettricità, e quest'ultima fu giudicata superiore dal Board of Works. Lo stesso anno Siemens installò la luce elettrica nella Royal Albert Hall e lungo il Waterloo Bridge, mentre a Deptford venne aperta la prima grande centrale elettrica della metropoli. Un altro importante progresso fu la costruzione della Edison Electric Light Station a Holborn Viaduct nel 1882, la prima centrale a carbone per uso pubblico al mondo. La stazione, aperta dalla Edison Electric Light Company di Thomas Edison, alimentava 968 lampade (successivamente ampliate a 3.000) che si estendevano dal viadotto di Holborn a Le Grand di St. Martin, utilizzando lampadine a incandescenza a filamento di carbonio Edison.

## Cultura

### Musei

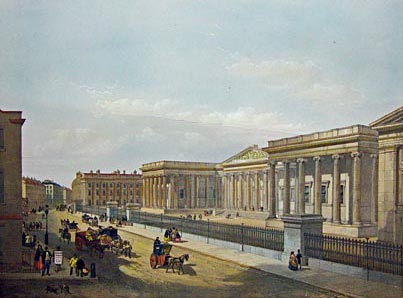
La facciata del British Museum che si affaccia su Great Russell Street nel 1852

Molti dei principali musei moderni di Londra furono fondati o costruiti nel corso del XIX secolo, tra cui il British Museum (costruito nel 1823–1852), la National Gallery (costruita nel 1832–1838), la National Portrait Gallery (fondata nel 1856), e la Tate Britain, aperta nel 1897 come National Gallery of British Art. Il British Museum era stato istituito per legge del Parlamento nel 1753 e da allora era stato ospitato nella Montagu House del XVII secolo a Bloomsbury. Con la donazione della Biblioteca del Re nel 1822, che comprendeva circa 120.000 manoscritti, opuscoli e disegni assemblati dal defunto Giorgio III, fu necessario un importante ampliamento del Museo. Montagu House fu demolita e l'attuale edificio quadrangolare, con la sua imponente facciata in stile neogreco progettata da Sir Robert Smirke, sorse gradualmente fino al 1857, con l'ala est che fu la prima ad essere completata nel 1828. La Round Reading Room, che fu costruita per occupare il cortile libero dietro l'edificio principale, quando fu terminata presentava la seconda cupola più grande del mondo (42 metri di diametro). Nel 1878 la Sala di lettura conteneva 1,5 milioni di volumi stampati su circa 40 km di scaffali.
Il grande complesso museale di South Kensington iniziò con l'acquisto di un vasto appezzamento di terreno (noto come Albertopolis) su iniziativa del Principe consorte e della Royal Commission for the Exhibition del 1851. I proventi della Mostra vennero destinati all'acquisto del terreno che avrebbe dovuto ospitare un complesso di istituzioni culturali, scientifiche ed educative. Il primo di questi fu il South Kensington Museum (ora noto come Victoria & Albert Museum), aperto al pubblico nel 1856. Il South Kensington Museum a quel tempo era ospitato nell'edificio "Brompton Boilers" progettato da William Cubitt e comprendeva le collezioni di manufatti e arte decorativa della Crystal Palace Exhibition e le collezioni del Museum of Ornamental Art, precedentemente con sede a Marlborough House. Nel 1899 la regina Vittoria pose la prima pietra dell'attuale edificio, progettato da Sir Aston Webb, e battezzò il cambio ufficiale di nome in Victoria & Albert Museum.

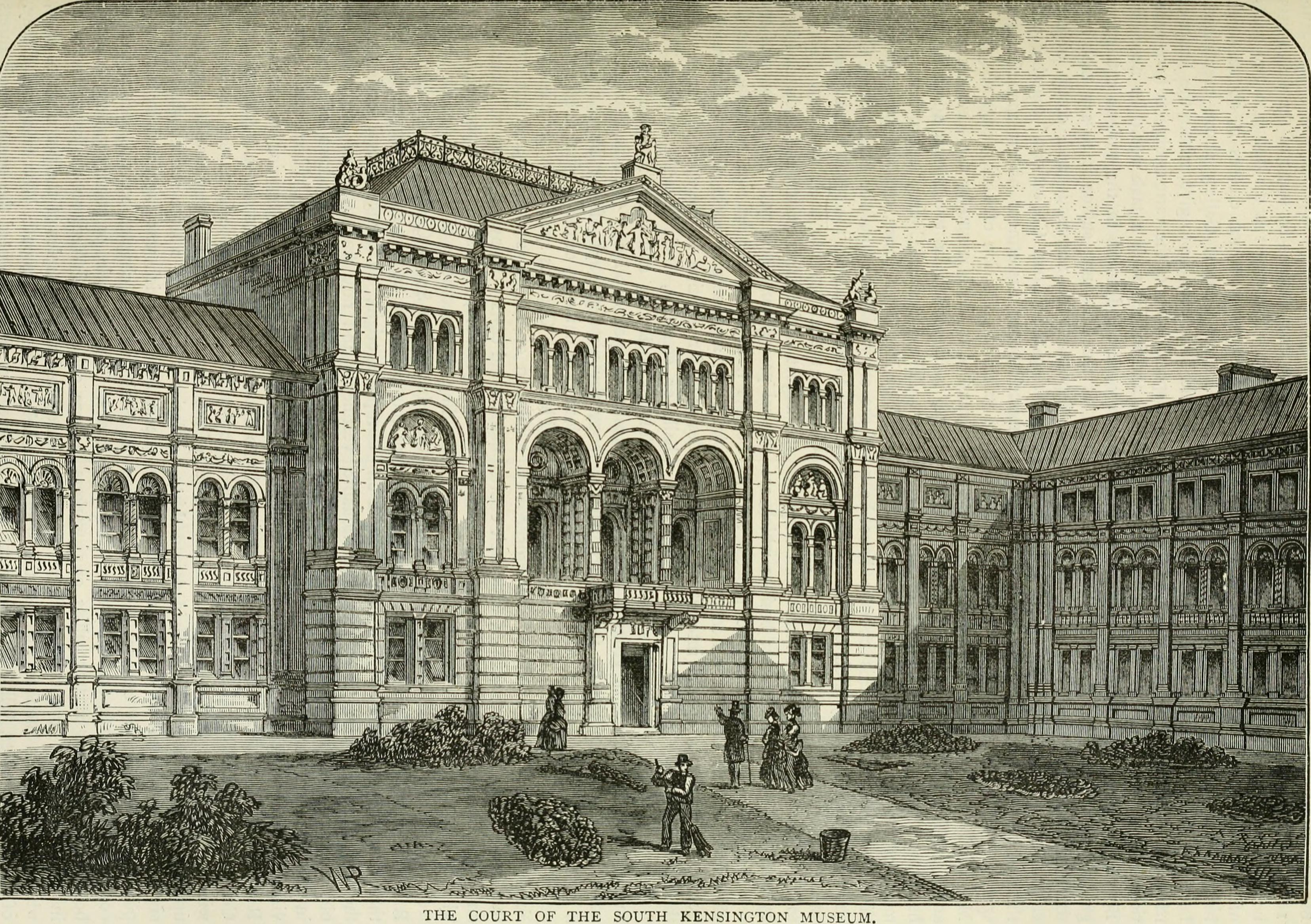
Il South Kensington Museum nel 1873

Il resto del terreno di "Albertopolis", sul sito attualmente occupato dal Museo della scienza e dal museo di storia naturale, fu utilizzato per ospitare l'Esposizione Internazionale del 1862. Una parte consistente fu destinata alla sede e ai giardini della Royal Horticultural Society, che tra il 1861 e il 1888 aveva sede sul sito del moderno Museo della scienza. Gli edifici espositivi furono successivamente riadattati per ospitare gli oggetti scientifici del South Kensington Museum, una collezione che si espanse gradualmente attraverso l'acquisizione di strumenti scientifici nel 1874, nonché l'acquisizione di modelli e macchinari brevettati come i cotonifici originali di Arkwright Mill. Nel 1893 fu nominato il primo direttore per sovrintendere a queste collezioni scientifiche in via di sviluppo, che sarebbero diventate il nucleo del Museo della scienza dopo la sua fondazione come entità separata nel 1909. Nel frattempo, fu presa la decisione di trasferire le collezioni di esemplari di storia naturale del British Museum in una struttura separata e dedicata, il Natural History Museum, la cui costruzione andò dal 1873 al 1884. Ad altre imprese furono concessi appezzamenti di terreno con il patrocinio attivo della commissione, che mirava a realizzare la visione del principe Alberto. Entro la fine del secolo i musei furono completati dalla Royal Albert Hall (aperta nel 1871), dal Royal College of Music (aperto nel 1894) e dall'Imperial Institute (aperto nel 1893).

### Teatri

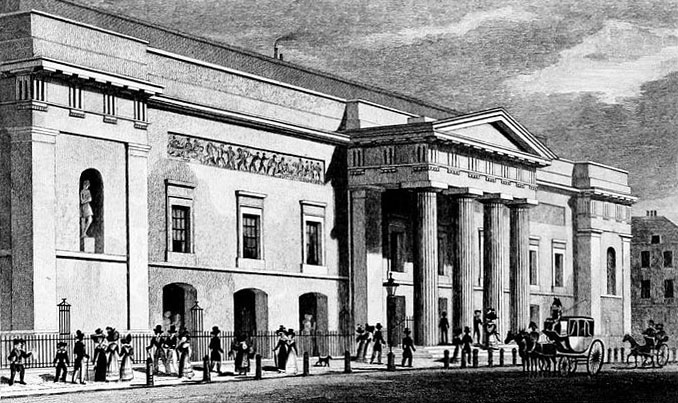
Il Covent Garden Theatre nel 1827–28, quando era uno degli unici due teatri autorizzati a Londra.

Oltre ai musei, in tutta la città proliferava l'intrattenimento popolare. All'inizio del secolo c'erano solo tre teatri in funzione a Londra: i teatri "invernali" del Theatre Royal, Drury Lane e Theatre Royal, Covent Garden, e il teatro "estivo" di Haymarket. Il duopolio che concedeva i diritti esclusivi ai "teatri d'inverno", risalenti al XVII secolo, vietava ai teatri rivali di operare nonostante l'enorme crescita della popolazione di Londra e delle presenze teatrali. Un allentamento di queste restrizioni, nei primi anni del XIX secolo, permise l'apertura di piccoli teatri che potevano mettere in scena solo spettacoli intervallati da numeri musicali. Per aggirare le rigide normative, teatri come l'Old Vic furono istituiti fuori dai confini di Londra per produrre nuove opere teatrali. Nel 1843, il Parlamento abrogò il Licensing Act 1737, ponendo fine al duopolio dei teatri Drury Lane e Covent Garden, mentre il Theatres Act 1843 consentiva la produzione di commedie semplici in tutti i teatri autorizzati. Aiutati dalla promozione del teatro come mezzo rispettabile e dalle nuove tecnologie che avevano reso più sofisticati gli spettacoli teatrali, nel 1851 erano operativi 19 teatri. Nel 1899 c'erano 61 teatri in tutta Londra, 38 dei quali nel West End.
Il music hall era una forma di intrattenimento dal vivo che si sviluppò gradualmente durante la prima metà del XIX secolo. Negli anni '30 dell'Ottocento esistevano molti pub/locali per spettacoli ibridi, noti come "Free and Easy", dove i clienti potevano godersi l'intrattenimento dal vivo di cantanti dilettanti. Questi erano locali poco raccomandabili, che portarono alcuni locali pubblici a offrire canti e sale da pranzo come rispettabile alternativa alla classe media. Song and Supper Rooms degli anni '30 e '40 offrivano agli avventori, a pagamento, l'opportunità di cenare e bere mentre si godevano spettacoli musicali dal vivo di calibro superiore a "Free and Easy". La Canterbury Music Hall, con una capacità di 700 persone, aperta nel 1852 a Lambeth, fu la prima sala da musica appositamente costruita, stabilendo il modello con il suo grande auditorium pieno di tavoli per cenare, che generalmente offriva riviste musicali oscene o atti individuali. Nel 1875 c'erano 375 sale da musica in tutta la città, con il maggior numero concentrato nell'East End (circa 150 erano state realizzate a Tower Hamlets entro la metà del secolo). I music hall divennero parte integrante della cultura popolare cockney, con artisti come George Robey e George Leybourne famosi per i loro personaggi comici e le loro canzoni. Due delle sale da musica più grandi e famose si trovavano a Leicester Square, l'Alhambra e l'Empire, entrambe famose anche per le prostitute che esrcitavano il loro mestiere nelle gallerie.

## Governo
Nel 1829, il ministro dell'interno Robert Peel istituì la Metropolitan Police come forza di polizia che copriva l'intera area urbana, ad eccezione della City di Londra, che nel 1839 costituì una propria forza di polizia sotto una giurisdizione separata. Nel 1839, le due piccole forze che precedettero la Metropolitan Police - i Bow Street Runners e la Marine Police Force - furono assorbite una volta per tutte. La forza ottenne i soprannomi di "bobbies" o "peeler" dal nome di Robert Peel e inizialmente contava 1.000 addetti. La corruzione era diffusa tra questo primo gruppo di reclute, tanto che cinque sesti della forza originaria vennero licenziati entro quattro anni.
L'area urbana di Londra crebbe rapidamente, estendendosi a Islington, Paddington, Belgravia, Holborn, Finsbury, Shoreditch, Southwark e Lambeth. Con la rapida crescita di Londra, verso la metà del secolo, sorse l'urgente necessità di riformare il sistema di governo locale londinese.
Al di fuori della City di Londra, che resistiette a qualsiasi tentativo di espandere i suoi confini per abbracciare l'area urbana più ampia, Londra aveva un caotico sistema di governo locale composto da antiche parrocchie e sagrestie, che lavoravano insieme a una serie di consigli e autorità a scopo unico, pochi dei quali collaboravano tra loro. Il drenaggio della città era gestito da 7 diverse Commissioni di fognature e in un'area di cento metri quadrati del centro di Londra c'erano quattro diversi organismi responsabili della pavimentazione e della manutenzione delle strade. Nel 1855 fu creato il Metropolitan Board of Works (MBW) per fornire a Londra un'infrastruttura adeguata per far fronte alla sua crescita. L'MBW fu il primo ente governativo metropolitano di Londra.

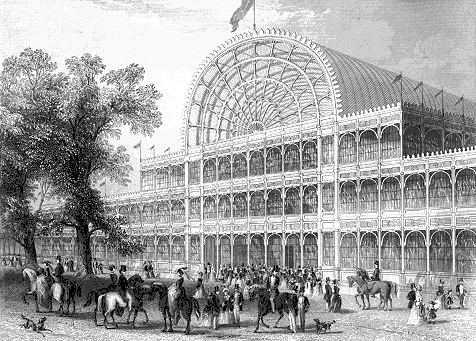
Il Crystal Palace nel 1851.

Il Metropolitan Board of Works non era un organo eletto direttamente, il che lo rendeva impopolare tra i londinesi. Nel 1888 fu liquidato e sostituito con il London County Council (LCC). Questo fu il primo organo amministrativo eletto a Londra e copriva la stessa area dell'MBW, ma quest'area era designata come Contea di Londra. Nel 1900, la contea fu suddivisa in 28 distretti metropolitani, che formavano un livello amministrativo più locale rispetto al consiglio di contea.
Il Parlamento assunse un ruolo più proattivo nella salute pubblica e nell'assistenza sanitaria durante l'ultima parte del secolo. Nel 1867 approvò il Metropolitan Poor Act specifico per Londra, creando il Metropolitan Asylums Board e sei nuovi Metropolitan Asylum Districts a Londra. La legge aveva lo scopo di spostare l'assistenza sanitaria per i poveri dalle infermerie degli ospizi, le cui condizioni avevano suscitato molto disprezzo pubblico, in sei nuovi ospedali. Solo due di questi, nel centro di Londra e nei distretti di Poplar e Stepney, vennero completamente realizzati, mentre gli altri quattro utilizzarono strutture ricostituite dalle vecchie infermerie a causa del superamento dei costi.

### Sanificazione
Uno dei primi compiti del Metropolitan Board of Works fu quello di affrontare i problemi igienico-sanitari di Londra. Le fogne erano tutt'altro che estese e la forma più comune di smaltimento dei rifiuti umani erano i pozzi neri, circa 200.000 entro la metà del secolo, che erano spesso aperti e soggetti a traboccamento. Un'ordinanza del 1847 della Commissione metropolitana delle fogne, che richiedeva lo scarico di tutti i rifiuti nelle fogne, determinò che il Tamigi, dove andavano tutti gli scarichi, sarebbe diventato molto più inquinato. La combinazione dei pozzi neri e delle acque reflue grezze pompate nella principale fonte di acqua potabile della città portò a ripetuti focolai di colera nel 1832, 1849, 1854 e 1866 e culminò nella grande puzza del 1858. L'epidemia di colera del 1866 fu la quarta epidemia di colera nella storia della città, ma anche l'ultima e la meno mortale. Ulteriori epidemie furono prevenute dal miglioramento del sistema igienico-sanitario di Bazalgette.
Dopo la grande puzza del 1858, il Parlamento diede il consenso alla MBW di costruire un imponente sistema di fognature. L'ingegnere incaricato della realizzazione del nuovo impianto fu Joseph Bazalgette. In uno dei più grandi progetti di ingegneria civile del XIX secolo, supervisionò la costruzione di oltre 2100 km di tunnel e tubi sotto Londra per portare via le acque reflue e fornire acqua potabile. Quando fu completato il sistema fognario di Londra, il bilancio delle vittime a Londra diminuì drasticamente e le epidemie si ridussero. Il sistema di Bazalgette è ancora in uso oggi.

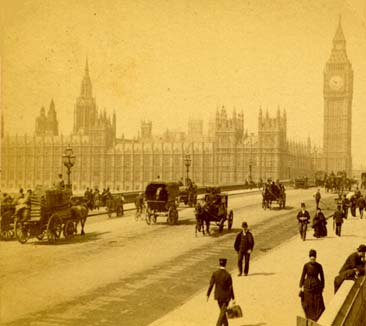
Le Houses of Parliament dal vecchio Westminster Bridge all'inizio degli anni '90 dell'Ottocento

Mentre i problemi di smaltimento delle acque reflue e dei rifiuti umani erano molto migliorati alla fine del XIX secolo, rimanevano ancora problemi di igiene nelle strade di Londra. Con circa 300.000 cavalli in uso in città nel 1890, 1.000 tonnellate di sterco venivano gettate ogni giorno per le strade di Londra. I ragazzi tra i 12 ei 14 anni venivano impiegati per raccogliere i rifiuti dei cavalli dalle strade, che rimase il metodo principale fino a quando le auto non sostituirono gradualmente i veicoli trainati da cavalli nel XX secolo.
Il riformatore sociale Edwin Chadwick condannò i metodi di rimozione dei rifiuti nelle città britanniche, inclusa Londra, nel suo Report on The Sanitary Condition of the Labouring Population of Great Britain. Nelle zone più povere di Londra, cibo in decomposizione, escrementi e fango si accumulavano per le strade, dove gli scarichi erano pochi e lontani tra loro e non c'erano scorte d'acqua per ripulirli. Chadwick attribuì la diffusione delle malattie a questa sporcizia, sostenendo il miglioramento delle forniture d'acqua e degli scarichi e criticando l'inefficiente sistema di lavoratori e spazzatrici stradali allora impiegati per mantenere la pulizia. Il risultato fu l'approvazione del Public Health Act 1848, che attribuiva la responsabilità della pulizia delle strade, della pavimentazione, delle fognature e dell'approvvigionamento idrico ai borghi locali piuttosto che ai proprietari degli immobili. I borghi avevano il potere di creare Board of Health, incaricati di avviare le riforme, e anche autorizzati a intervenire e rimuovere un'ampia gamma di "fastidi" per la salute pubblica.
Il punto debole della legge del 1848 era che non obbligava i comuni ad agire, ma forniva semplicemente il quadro per farlo. Una legislazione più completa e vigorosa fu approvata dal Parlamento con le leggi sulla salute pubblica del 1872 e del 1875. L'ultima legge obbligava i comuni a fornire un drenaggio adeguato, richiedeva che tutte le nuove abitazioni fossero costruite con acqua corrente e che tutte le strade fossero dotate di illuminazione e marciapiedi. I consigli sanitari vennero sostituiti dalle autorità sanitarie urbane che sovrintendevano ai nuovi distretti sanitari urbani. Queste autorità erano più complete di quelle che avevano sostituito, dotate di squadre di ufficiali medici e ispettori sanitari che assicuravano il rispetto degli standard di sicurezza alimentare e prevenivano attivamente focolai di malattie.

## Inquinamento

### Nebbia

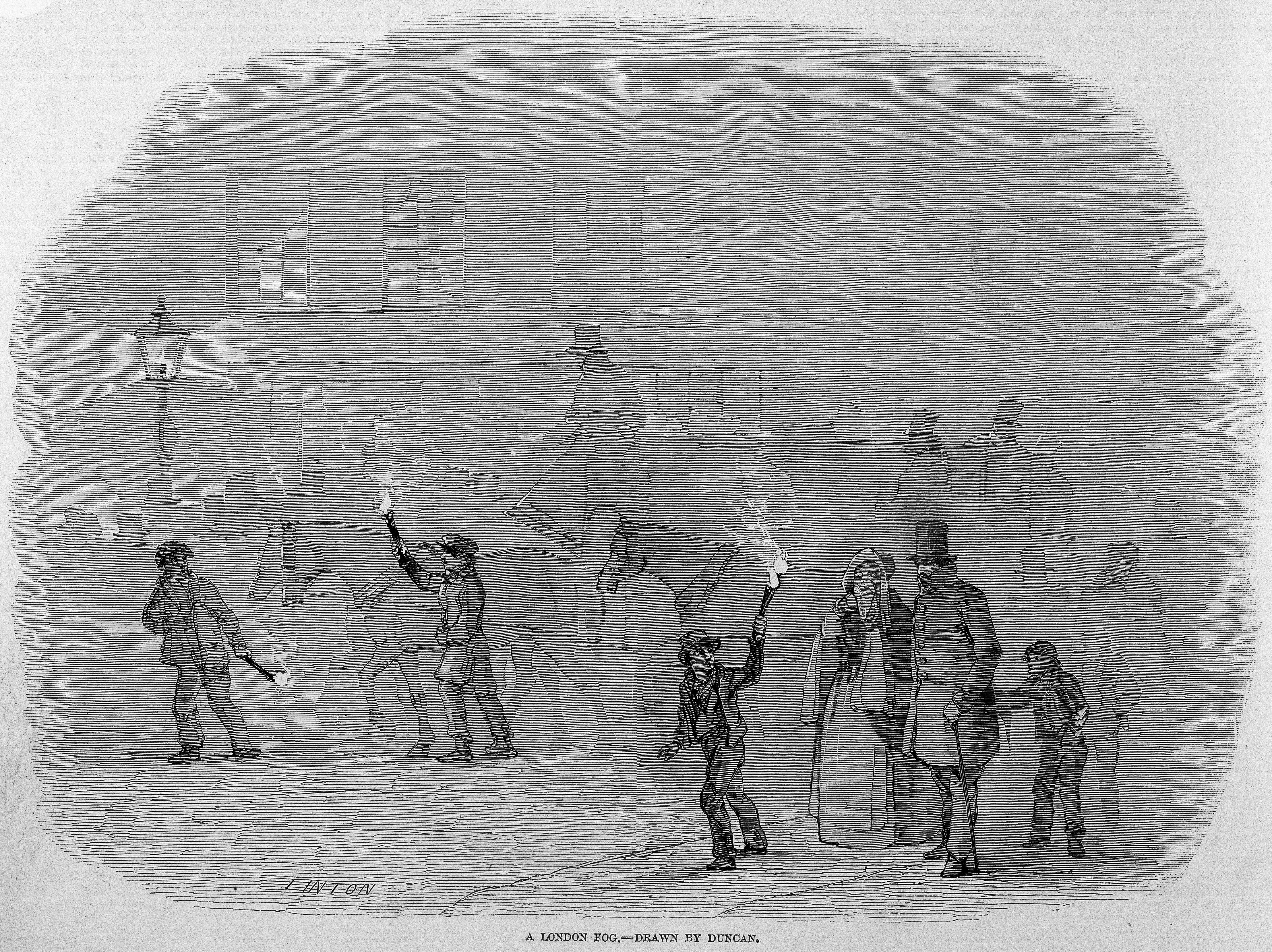
"A London Fog", da The Illustrated London News (1847)

L'inquinamento atmosferico causato dalla combustione di carbone dolce a buon mercato creò la famigerata nebbia di "zuppa di piselli" della città. L'inquinamento atmosferico dovuto alla combustione di legna o carbone non era una novità per Londra, le lamentele sull'atmosfera sporca della città esistevano già nel XIII secolo, ma l'esplosione demografica e l'industrializzazione del XIX secolo avevano aggravato sia la presenza delle nebbie che i loro effetti letali sui londinesi.
Le nebbie erano peggiori nel mese di novembre, ma si verificavano frequentemente durante l'autunno e l'inverno. L'anidride solforosa e la fuliggine emesse dai camini si mescolavano al vapore naturale della valle del Tamigi per formare uno strato di nebbia grassa e acre che avvolgeva la città fino a 75 metri sopra il livello della strada. Il suo colore più comune era una "zuppa di piselli" giallo-verdastra, ma poteva anche essere marrone, nera, arancione o grigia. Nel peggiore dei casi, la scarsa visibilità causata dalle nebbie londinesi avrebbe potuto fermare il traffico e richiedere l'accensione dei lampioni anche durante il giorno. Le condizioni per i pedoni erano estremamente pericolose: nel 1873, diciannove morti furono attribuite all'annegamento accidentale di vittime cadute nel Tamigi, nei canali o dalle banchine durante la nebbia. Ci furono anche aumenti di crimini come furto, stupro e aggressione nelle strade di Londra a causa della copertura fornita dalla nebbia. Charles Dickens Jr. descrisse il "particolare londinese" nel suo Dictionary of London del 1879:
(Charles Dickens Jr.)
C'era un'ampia consapevolezza degli effetti dannosi sulla salute delle nebbie estese a Londra, in particolare su coloro che soffrivano di malattie respiratorie. I tassi di mortalità salivano ben al di sopra della media in periodi di forte nebbia: 700 morti in più, ad esempio, furono attribuite a una nebbia particolarmente intensa nel 1873. Le nebbie ricorrenti di gennaio e febbraio 1880 furono particolarmente intense, uccidendo circa 2.000 persone e aumentando il tasso di mortalità a 48,1 per 1.000 persone, rispetto alla media del 26,3 per mille in altre città inglesi.

### Fumo
L'inquinamento e un'atmosfera fumosa prevalevano in ogni momento dell'anno a causa dell'attività industriale e della pura concentrazione di incendi domestici: si stima che nel 1854 a Londra venissero consumati circa 3,5 milioni di tonnellate di carbone ogni anno. Nel 1880 il consumo di carbone era di 10 milioni di tonnellate per anno. "The Smoke", o "The Big Smoke", un soprannome di Londra che persiste fino ai giorni nostri, ebbe origine durante l'età vittoriana tra gli abitanti di campagna in visita alla capitale. Un osservatore lo descrisse nel 1850:
()
L'atmosfera fumosa significava che la pelle e i vestiti si sporcavano rapidamente solo camminando per strada. Tappezzerie, opere d'arte e mobili per la casa potevano sporcarsi irrimediabilmente, richiedendo grandi contingenti di servi, nelle famiglie più prospere, per mantenere la pulizia. La preoccupazione per le esorbitanti bollette della lavanderia, risultanti dal fumo, fu un fattore principale nella legislazione per controllare le emissioni di fumo a Londra attraverso lo Smoke Nuisance Abatement (Metropolis) Act del 1853. Nei dibattiti sull'approvazione di questa legge, venne stimato che un meccanico della classe operaia a Londra avrebbe pagato cinque volte il costo dell'acquisto della sua camicia per farla lavare.
L'erba dei Royal Parks assunse un colore permanente di fuliggine, così come le pecore che furono poi autorizzate a pascolare a Regent's Park e Hyde Park. Venne osservato che alcune varietà di fiori si rifiutavano di sbocciare a Londra o nelle sue vicinanze e molti alberi morivano a causa dell'inquinamento. Uno degli alberi che resisteva all'ambiente fumoso era il platano londinese, che perdeva regolarmente la corteccia e quindi resisteva all'accumulo di fuliggine che uccideva altri alberi. Divenne la piantagione di riferimento lungo le strade e nei giardini per tutto il XIX secolo. I mattoni e la pietra porosa, materiali porosi, venivano rapidamente anneriti dalla fuliggine, un effetto peggiorato durante le brutte nebbie e il tempo umido, creando una "scurezza uniforme" tra gli edifici di Londra. La natura acida dei depositi di fuliggine faceva ossidare più rapidamente materiali come ferro e bronzo, mentre pietra, malta e mattoni si deterioravano a un ritmo notevolmente più rapido. In risposta, la terracotta e altre piastrelle cotte in forno divennero rivestimenti popolari per gli edifici negli anni 1880 e 1890, perché resistevano alla fuliggine e all'umidità e fornivano anche un colore di benvenuto agli edifici altrimenti squallidi.
Le preoccupazioni per l'inquinamento da fumo diedero origine a società private per l'abbattimento del fumo a Londra e in tutta la Gran Bretagna, che realizzarono diverse misure per il controllo dell'inquinamento da fumo. Una di queste misure era la tecnologia di prevenzione del fumo: una mostra di tali dispositivi fu organizzata a Londra, per un periodo di 11 settimane, dal Comitato per l'abbattimento del fumo nel 1881. La mostra attrasse 116.000 persone e mostrò tutti i tipi di forni senza fumo, stufe, grate e attrezzature industriali alternative. Mentre l'approvazione dello Smoke Nuisance Abatement Act del 1853 poneva restrizioni alle emissioni di fumo industriale, un tentativo nel 1884 di legiferare contro l'inquinamento da fumo domestico fallì, lasciando un contributo significativo al problema non regolamentato.

## Edifici famosi e punti di riferimento

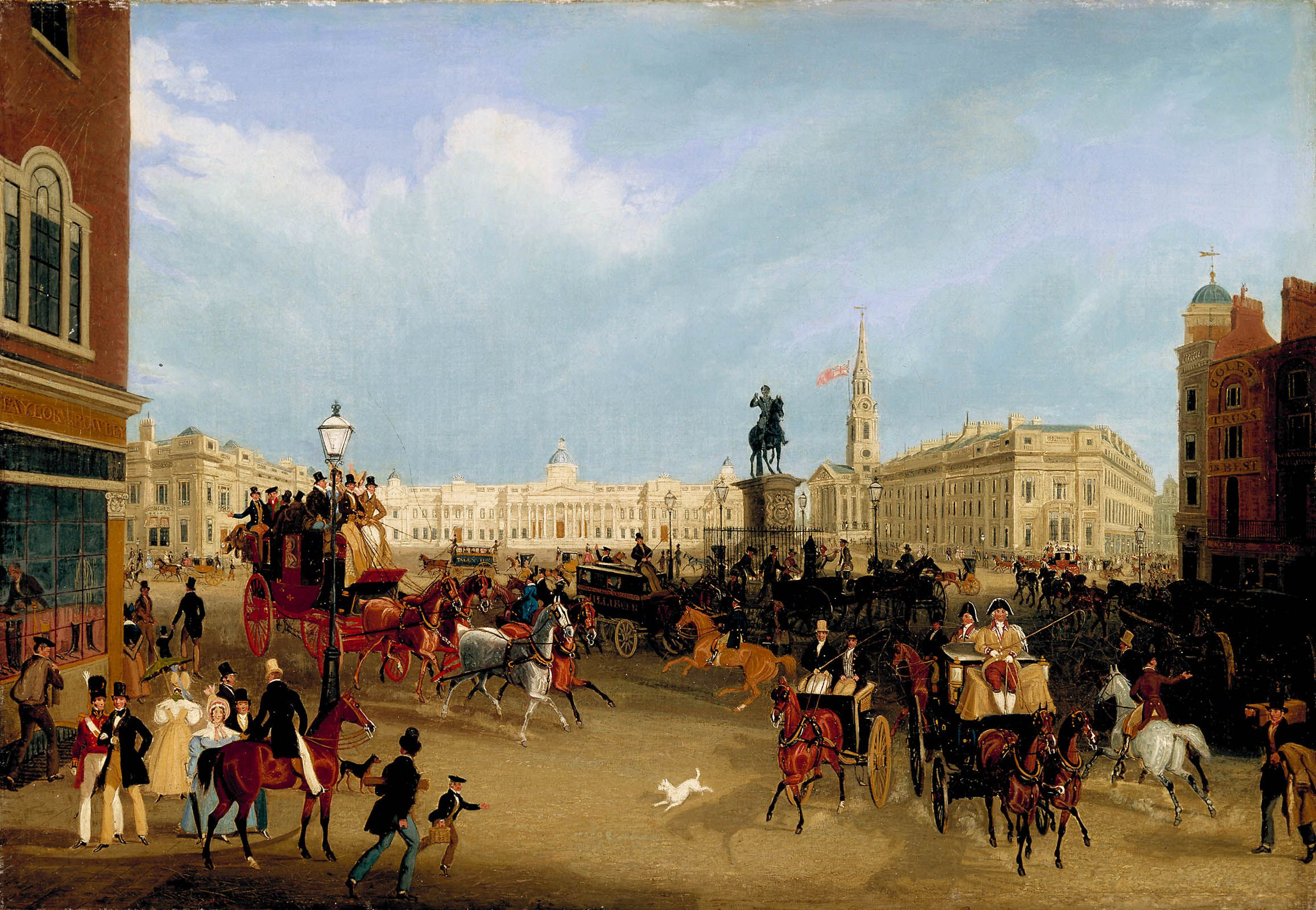
Un dipinto di James Pollard che mostra Trafalgar Square prima dell'erezione della Colonna di Nelson

Molti edifici famosi e punti di riferimento di Londra furono costruiti durante il XIX secolo, tra cui:
- Buckingham Palace
- Trafalgar Square
- Colonna di Nelson
- Il Big Ben e il Palazzo di Westminster
- Royal Albert Hall
- Albert Memorial
- Tower Bridge
- Wellington Arch[9]
- Marble Arch[207]
- British Museum
- Museo di storia naturale
- National Gallery
- Victoria and Albert Museum